# Specie di Centaurea
Elenco delle specie di Centaurea:

## A
- Centaurea acaulis L.
- Centaurea achaia  Boiss. & Heldr.
- Centaurea achtarovii Urum.
- Centaurea acicularis Sm.
- Centaurea acmophylla Boiss.
- Centaurea adamovicii  Velen.
- Centaurea aegyptiaca L.
- Centaurea × aellenii Arènes
- Centaurea aeolica Guss. ex Lojac.

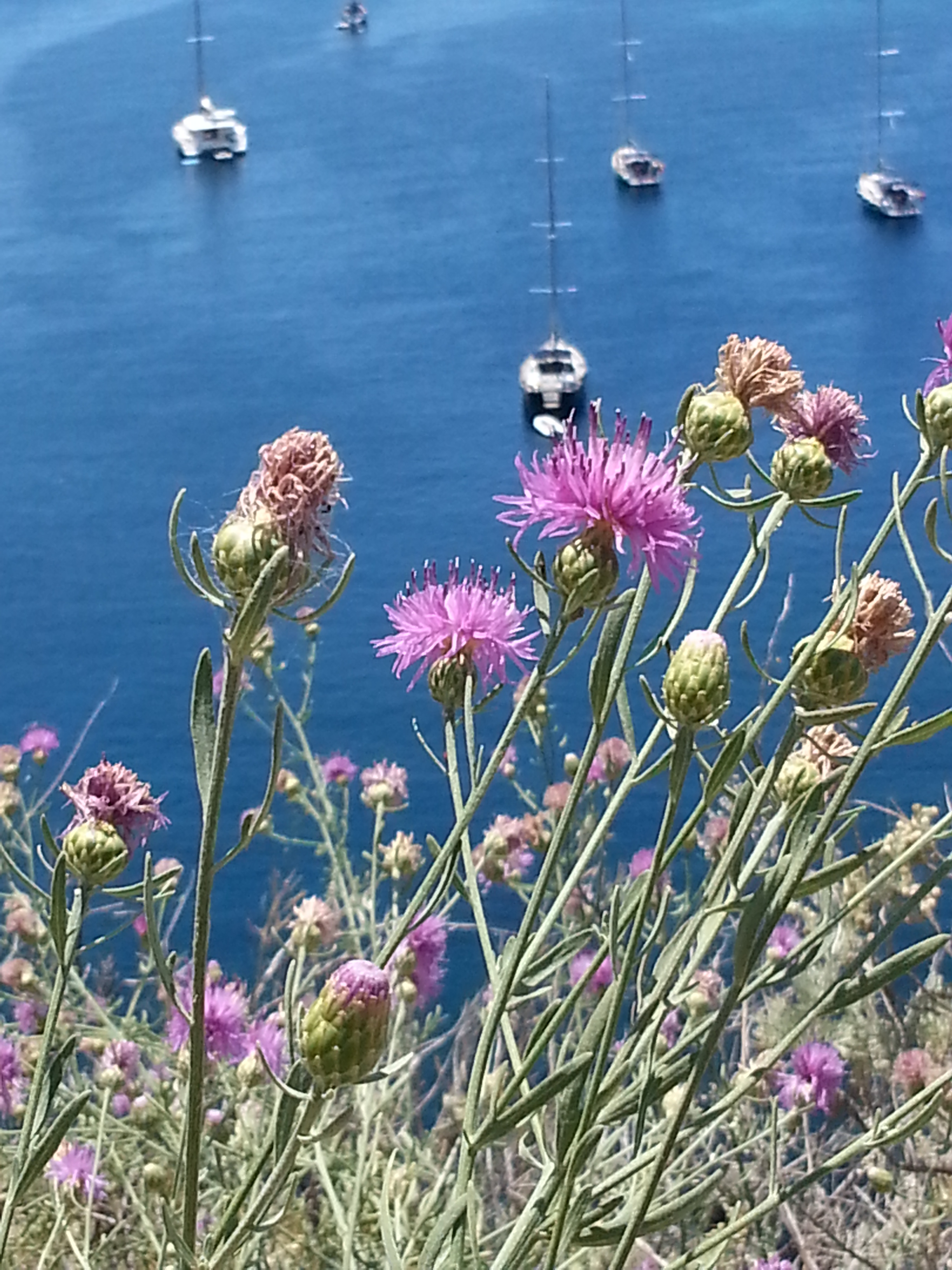
Centaurea aeolica

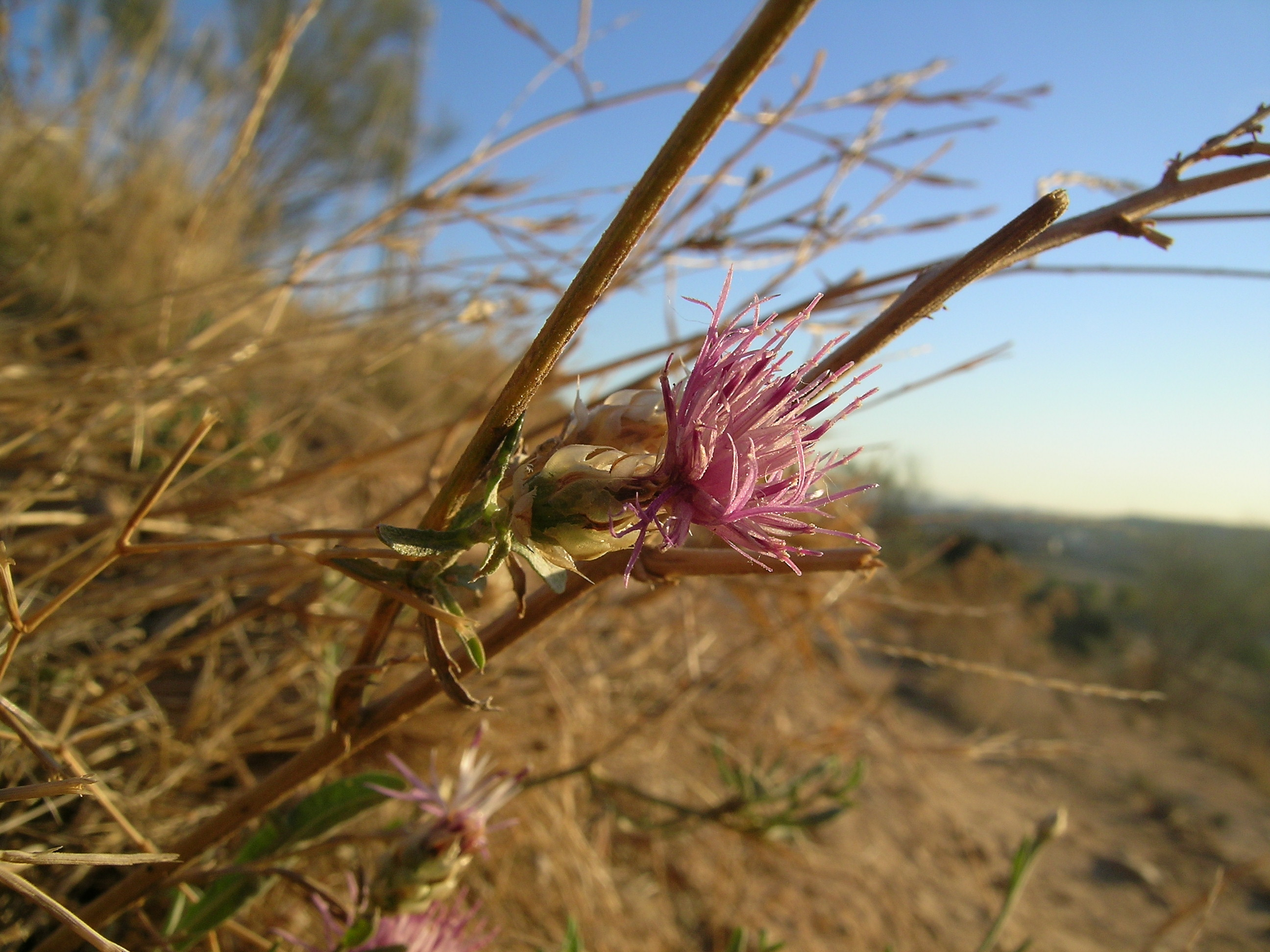
Centaurea alba

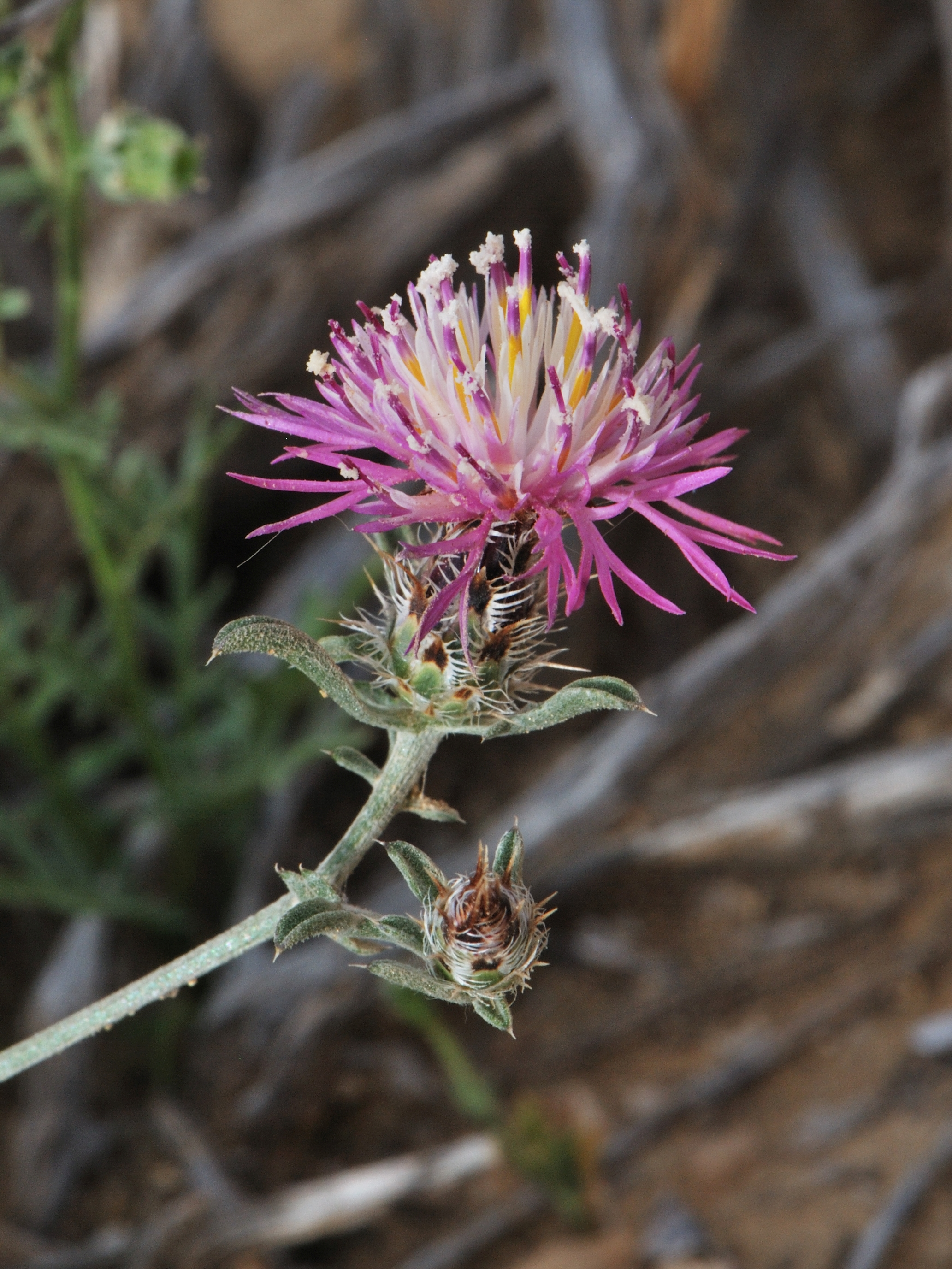
Centaurea ammocyanus

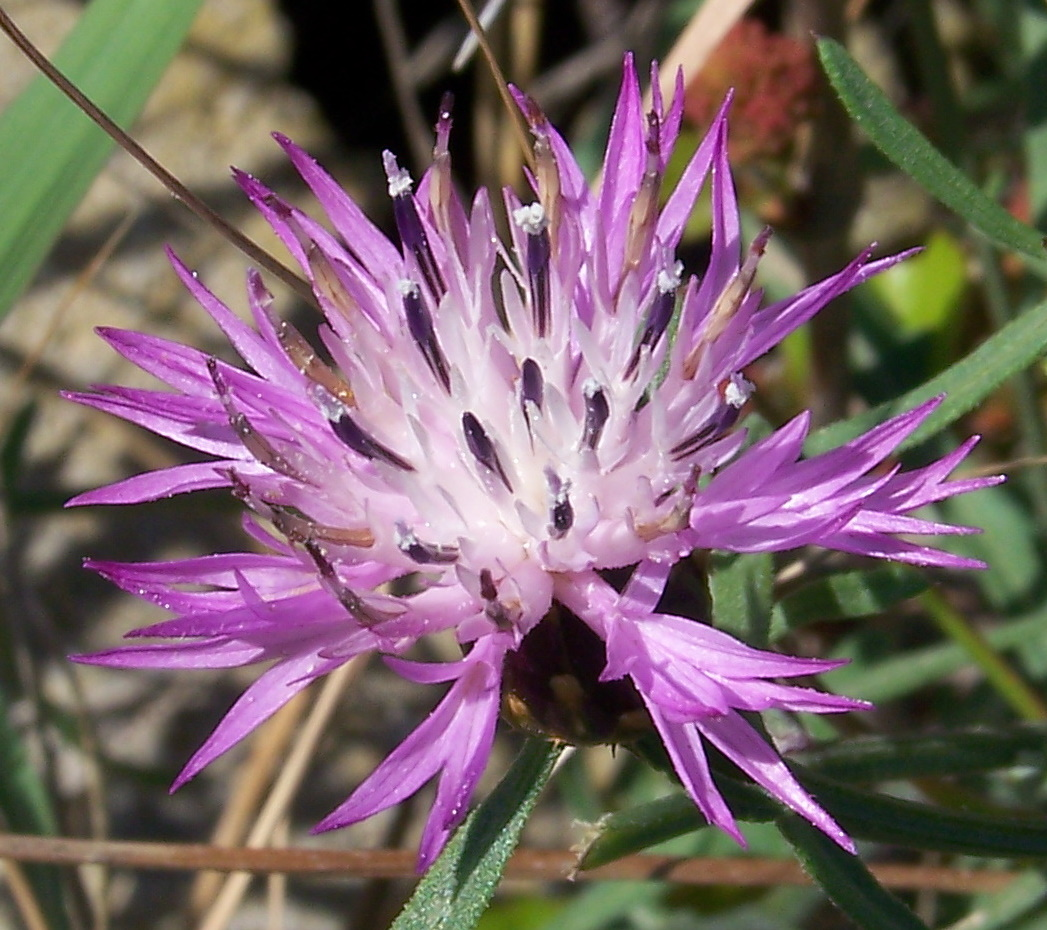
Centaurea aspera

- Centaurea aetaliae  (Sommier) Bég.
- Centaurea aetolica Phitos & T.Georgiadis
- Centaurea affinis Friv.
- Centaurea aggregata  Fisch. & C.A.Mey. ex DC.
- Centaurea aguilellae  Mateo & M.B.Crespo
- Centaurea ahverdovii Gabrieljan
- Centaurea ainetensis Boiss.
- Centaurea akamantis T.Georgiadis & Hadjik.
- Centaurea akmanii Yild.
- Centaurea aksoyi  Hamzaoglu & Budak
- Centaurea aladaghensis  Wagenitz
- Centaurea alba L.
- Centaurea albertii Rexhepi
- Centaurea albofimbriata  Stef. & T.Georgiev
- Centaurea albonitens Turrill
- Centaurea alexandrina  Delile
- Centaurea alfonsoi  Negaresh
- Centaurea ali-beyana Font Quer & Pau
- Centaurea alveicola Rech.f.
- Centaurea amadanensis Sch.Bip.
- Centaurea amaena Boiss. & Balansa
- Centaurea amanicola Hub.-Mor.
- Centaurea amanosensis  M.Bona
- Centaurea ambigua Guss.
- Centaurea amblensis Graells
- Centaurea ammocyanus Boiss.
- Centaurea angelescui (Prodan) Czerep.
- Centaurea antalyensis H.Duman & A.Duran
- Centaurea antennata Dufour
- Centaurea anthemifolia Hub.-Mor.
- Centaurea antiochia  Boiss.
- Centaurea antitauri Hayek
- Centaurea aphrodisea Boiss.
- Centaurea aplolepa  Moretti
- Centaurea appendicata  Klokov
- Centaurea arachnoidea  Viv.
- Centaurea ardabilica Ranjbar & Heydari
- Centaurea arenaria M.Bieb. ex Willd.
- Centaurea argentea L.
- Centaurea arifolia Boiss.
- Centaurea aristata Hoffmanns. & Link
- Centaurea armena Boiss.
- Centaurea arrigonii Greuter
- Centaurea ascalonica  Bornm.
- Centaurea aspera L.
- Centaurea aspromontana Brullo, Scelsi & Spamp.
- Centaurea assadii  Ranjbar & Negaresh
- Centaurea athoa DC.
- Centaurea atlantica  Pomel
- Centaurea atlantis Maire & Weiller
- Centaurea atropurpurea Olivier
- Centaurea attica Nyman
- Centaurea aucheri (DC.) Wagenitz
- Centaurea × austriacoides  Wol.
- Centaurea austroanatolica  Hub.-Mor.
- Centaurea avilae  Pau
- Centaurea axillaris Willd.
- Centaurea aytugiana Bancheva, Kaya & Binzet
- Centaurea aziziana Rech.f.

## B
- Centaurea babylonica (L.) L.

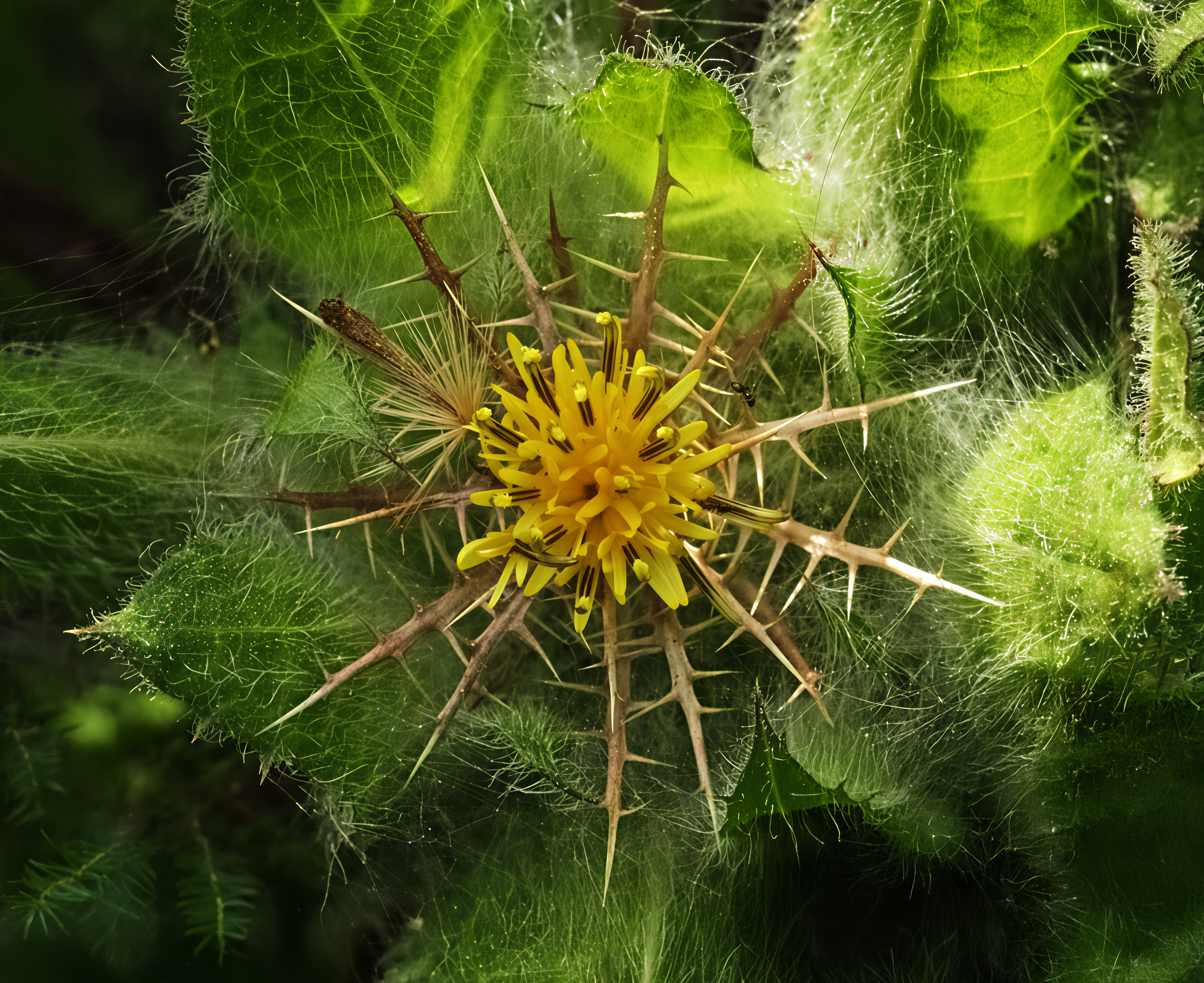
Centaurea benedicta

- Centaurea bachtiarica  Hayek & Bornm.
- Centaurea baldaccii Degen
- Centaurea baseri Köse & Alan
- Centaurea bavegehensis  Ranjbar & Negaresh
- Centaurea × beckiana  Müllner
- Centaurea behen L.
- Centaurea benedicta  (L.) L.
- Centaurea besseriana DC.
- Centaurea bethurica  E.López & Devesa
- Centaurea bimorpha  Viv.
- Centaurea bingoelensis Behçet & Ilçim
- Centaurea biokovensis Teyber
- Centaurea blancheana Mouterde
- Centaurea bofilliana Sennen ex Devesa & E.López
- Centaurea boissieri DC.
- Centaurea bojnordensis Ranjbar, Negaresh & Joharchi
- Centaurea borjae Valdés Berm. & Rivas Goday
- Centaurea borysthenica  Gruner
- Centaurea bourgaei Boiss.
- Centaurea bovina Velen.
- Centaurea breviceps  Iljin
- Centaurea bruguieriana (DC.) Hand.-Mazz.
- Centaurea brulla Greuter
- Centaurea bugellensis  (Soldano) Soldano
- Centaurea busambarensis  Guss.

## C
- Centaurea cadmea  Boiss.

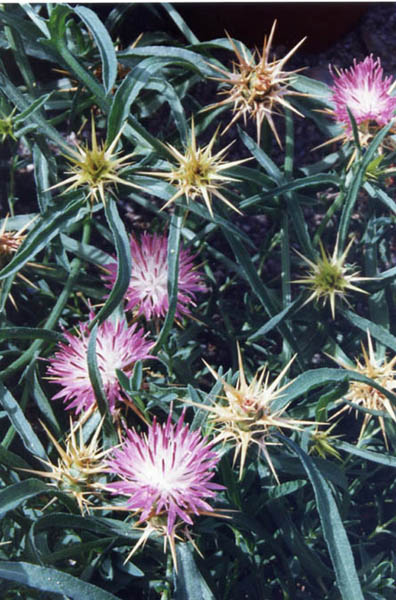
Centaurea calcitrapa

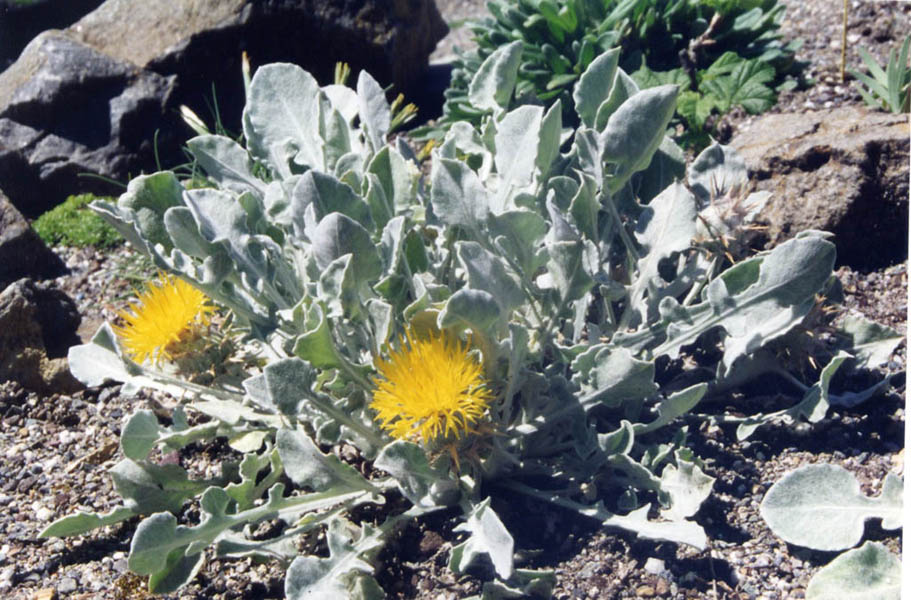
Centaurea chrysantha

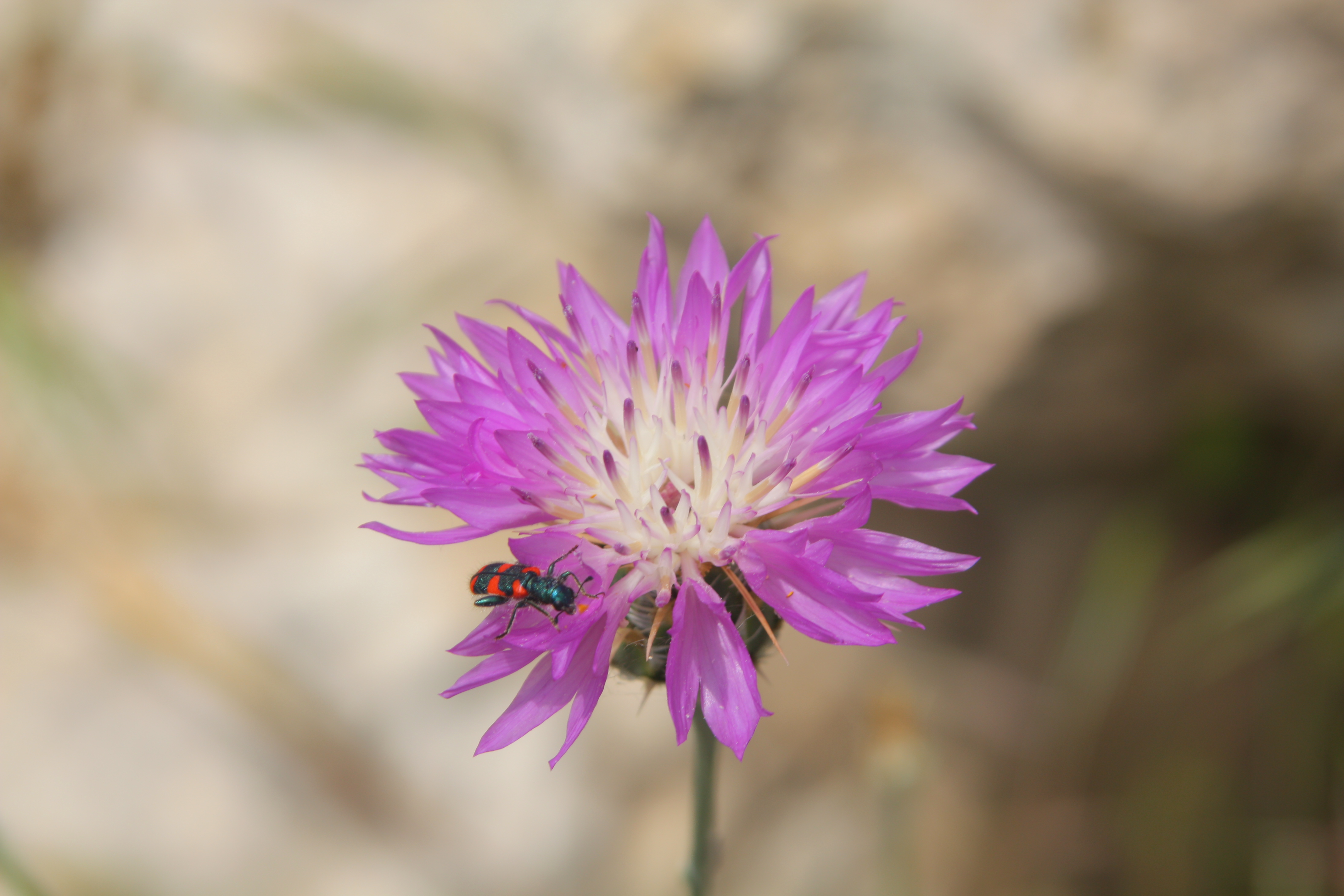
Centaurea crocodylium

- Centaurea calabra  G.Caruso, S.A.Giardina, Raimondo & Spadaro
- Centaurea calcitrapa L.
- Centaurea caliacrae Prodan
- Centaurea calocephala  Willd.
- Centaurea calolepis Boiss.
- Centaurea camelorum  Velen.
- Centaurea cankiriensis  A.Duran & H.Duman
- Centaurea caprina Steven
- Centaurea carduiformis DC.
- Centaurea cariensiformis  Hub.-Mor.
- Centaurea cariensis  Boiss.
- Centaurea caroli-henrici  Gabrieljan & Dittrich
- Centaurea carolipauana  Fern.Casas & Susanna
- Centaurea carratracensis  Lange
- Centaurea carystea Trigas & Constantin.
- Centaurea caspia Grossh.
- Centaurea cassia Boiss.
- Centaurea castellana Boiss.
- Centaurea × castellano-manchensis Mateo & M.B.Crespo
- Centaurea castellanoides Talavera
- Centaurea cataonica Boiss. & Hausskn.
- Centaurea cavanillesiana Graells
- Centaurea × ceballosii  Fern.Casas
- Centaurea centauroides L.
- Centaurea ceratophylla  Ten.
- Centaurea chalcidicea Hayek
- Centaurea charrelii Halácsy & Dörfl.
- Centaurea cheiranthifolia  Willd.
- Centaurea cheirolepidoides  Wagenitz
- Centaurea cheirolopha  (Fenzl) Wagenitz
- Centaurea chrysantha Wagenitz
- Centaurea chrysocephala  Phitos & T.Georgiadis
- Centaurea chrysolepis Vis.
- Centaurea cineraria L.
- Centaurea cithaeronea Phitos & Constantin.
- Centaurea citricolor  Font Quer
- Centaurea clementei  Boiss. ex DC.
- Centaurea codringtonii  Rech.f.
- Centaurea collina  L.
- Centaurea conocephala  Bolle
- Centaurea consanguinea  DC.
- Centaurea corcubionensis  M.Laínz
- Centaurea cordubensis  Font Quer
- Centaurea corensis Vals. & Filigh.
- Centaurea coronata  Lamy
- Centaurea corymbosa Pourr.
- Centaurea coziensis Nyár.
- Centaurea cristata Bartl.
- Centaurea crithmifolia Vis.
- Centaurea crnogorica Rohlena
- Centaurea cuneifolia Sm.
- Centaurea cuspidata Vis.
- Centaurea cyanoides  Wahlenb.
- Centaurea cyanomorpha Stef. & T.Georgiev
- Centaurea cyanus  L.
- Centaurea cylindrocephala  Bornm.
- Centaurea cyprensis (Holub) T.Georgiadis
- Centaurea cyrenaica  Bég. & Vaccari

## D
- Centaurea dalmatica  A.Kern.
- Centaurea damascena  Boiss.

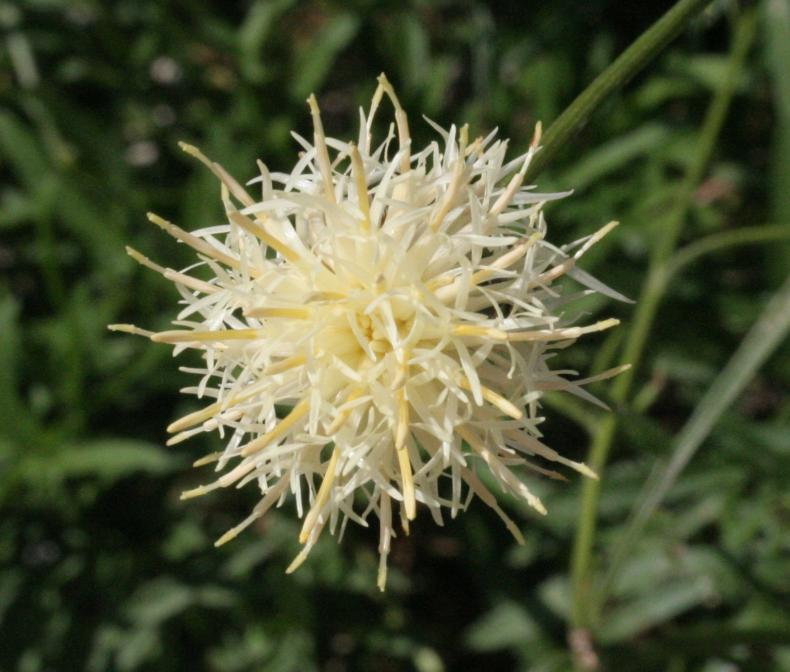
Centaurea dichroantha

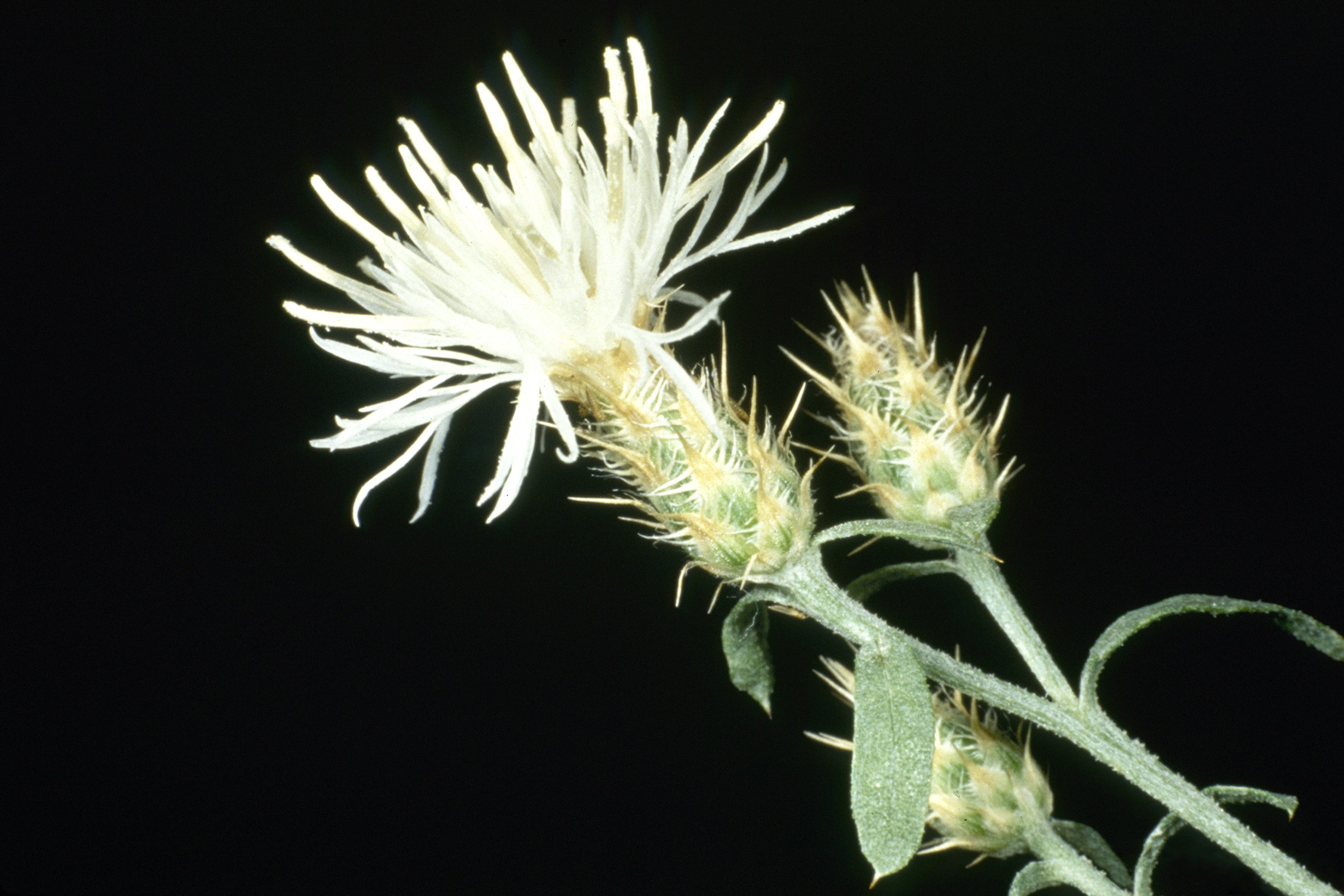
Centaurea diffusa

- Centaurea daralagoezica (Fomin) Greuter
- Centaurea davisii Wagenitz
- Centaurea debdouensis Breitw. & Podlech
- Centaurea debeauxii Godr. & Gren.
- Centaurea decipiens Thuill.
- Centaurea degeniana  J.Wagner
- Centaurea delbesiana  Arènes
- Centaurea delicatula  Breitw. & Podlech
- Centaurea delucae C.Guarino & Rampone
- Centaurea demetrii Dumbadze
- Centaurea demirizii Wagenitz
- Centaurea demirkapiensis  Micevski
- Centaurea depressa M.Bieb.
- Centaurea derderiifolia  Wagenitz
- Centaurea derventana  Vis. & Pancic
- Centaurea deusta  Ten.
- Centaurea deustiformis  Adamovic
- Centaurea dhofarica  Baker
- Centaurea dichroa  Boiss. & Heldr.
- Centaurea dichroantha  A.Kern.
- Centaurea diffusa  Lam.
- Centaurea diluta  Aiton
- Centaurea diomedea  Gasp.
- Centaurea djebel-amouri  Greuter
- Centaurea doddsii  Post ex Boiss.
- Centaurea dominii  (Dostál) Dubovik
- Centaurea donetzica  Klokov
- Centaurea × doumerguei  Faure & Maire
- Centaurea drabifolia  Sm.
- Centaurea drabifolioides  Hub.-Mor.
- Centaurea drenovensis  Pils
- Centaurea dubjanskyi  Iljin
- Centaurea ducellieri  Batt. & Trab.
- Centaurea dumanii  (Dinç, A.Duran & Bilgili) Dinç & Dogu
- Centaurea dumulosa  Boiss.
- Centaurea dursunbeyensis  Uysal & Köse

## E

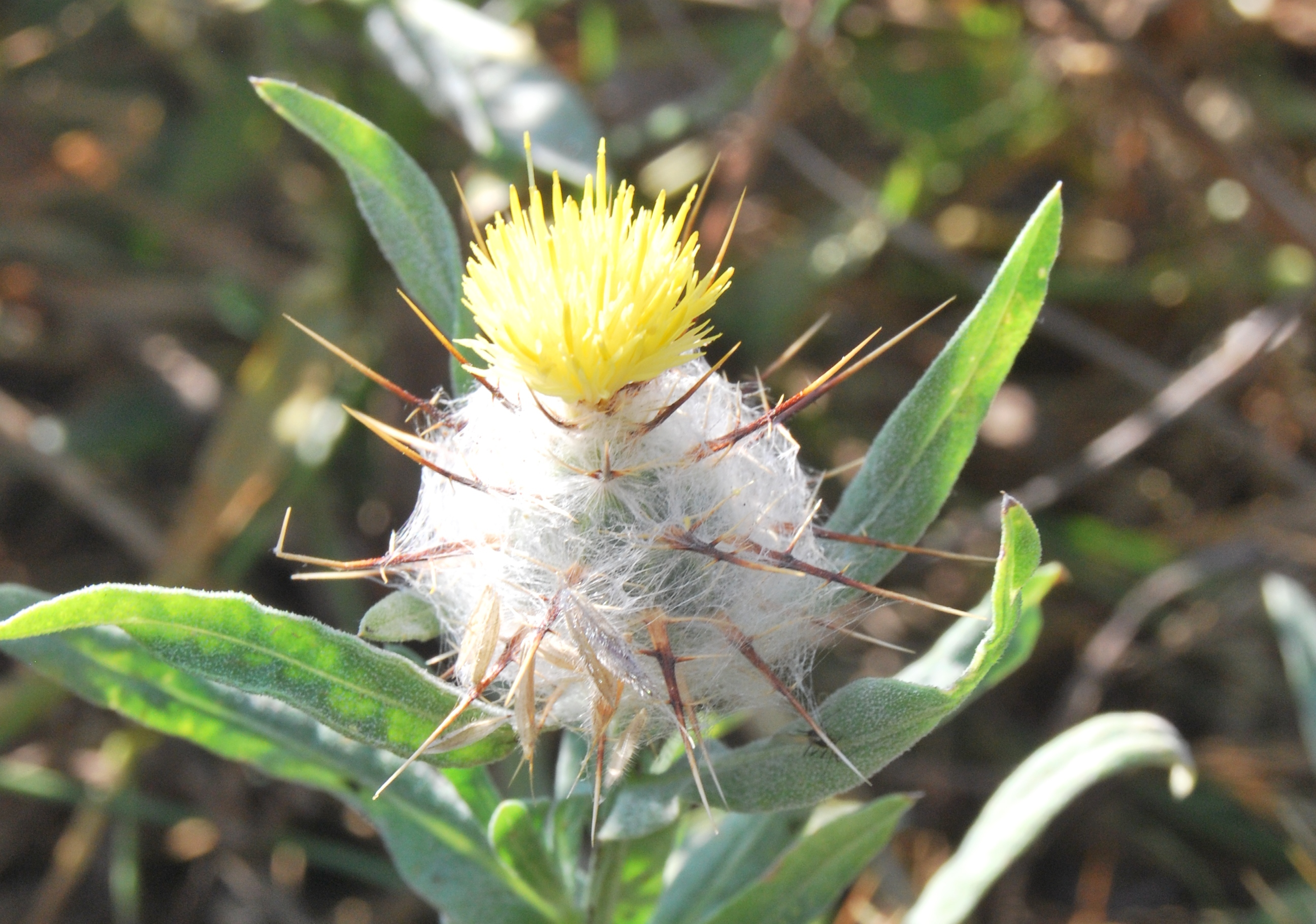
Centaurea eriophora

- Centaurea ebenoides   Heldr. ex S.Moore
- Centaurea × eclipsislunae   Mateo & M.B.Crespo
- Centaurea eflanensis   (Kaya & Bancheva) Sirin & Ertugrul
- Centaurea elazigensis   Kaya & Vural
- Centaurea elbrusensis   Boiss. & Buhse
- Centaurea elegantissima   Bornm.
- Centaurea eliasii   Sennen & Pau
- Centaurea emigrantis   Bubani
- Centaurea emiliae   Huseynova & Garakhani
- Centaurea emporitana   Vayreda
- Centaurea ensiformis   P.H.Davis
- Centaurea epapposa   Velen.
- Centaurea epirota   Halácsy
- Centaurea erinacella   Rech.f.
- Centaurea eriophora   L.
- Centaurea ertugruliana   Uysal
- Centaurea erycina   Raimondo & Bancheva
- Centaurea eryngioides   Lam.
- Centaurea esfandiarii   Rech.f. & Aellen
- Centaurea euboica   Rech.f.
- Centaurea euxina   Velen.
- Centaurea exarata   Boiss. ex Coss.
- Centaurea × extranea   Beck ex Gugler

## F
- Centaurea fabregatii  Mateo & M.B.Crespo
- Centaurea farsistanica  (Wagenitz) Ranjbar & Negaresh
- Centaurea fenzlii  Reichardt
- Centaurea ferox  Desf.
- Centaurea filiformis  Viv.
- Centaurea finazzeri  Adamovic
- Centaurea flosculosa  Balb. ex Willd.
- Centaurea × forsythiana  Levier ex Filigh., Farris, Pisanu & Urbani
- Centaurea foucauldiana  Maire
- Centaurea foveolata  Blakelock
- Centaurea fragilis  Durieu
- Centaurea francoi  Figueiredo & Gideon F.Sm.
- Centaurea friderici  Vis.
- Centaurea furfuracea  Coss. & Durieu
- Centaurea fuscomarginata  (K.Koch) Juz.
- Centaurea fusiformis  Blakelock

## G

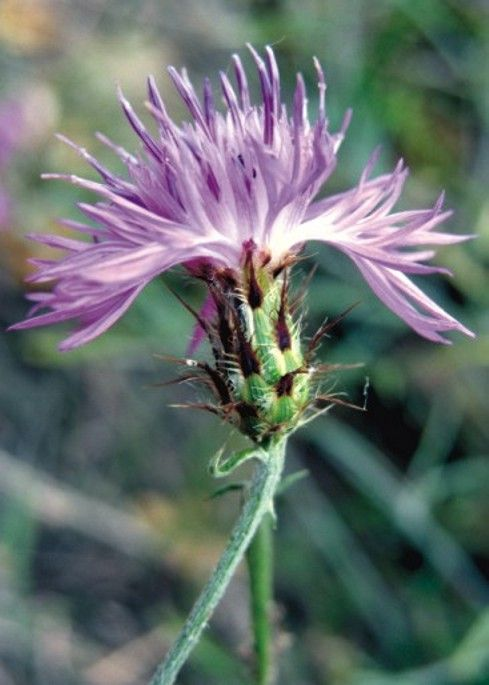
Centaurea galicicae

- Centaurea gabrieliae  (Bornm.) Wagenitz
- Centaurea gabrielis-blancae  Fern.Casas
- Centaurea gabrieljanae  Greuter
- Centaurea gadorensis  Blanca
- Centaurea galicicae  Micevski
- Centaurea gattefossei  Maire
- Centaurea geluensis  Boiss. & Hausskn.
- Centaurea × genesii-lopezii  Fern.Casas & Susanna
- Centaurea gentilii  Braun-Blanq. & Maire
- Centaurea gerberi  Steven
- Centaurea gerhardii  M.V.Agab.
- Centaurea germanicopolitana  Bornm.
- Centaurea ghahremanii  Wagenitz & Esfand.
- Centaurea giardinae  Raimondo & Spadaro
- Centaurea gigantea  Sch.Bip. ex Boiss.
- Centaurea gjurasinii  Bosnjak
- Centaurea glaberrima  Tausch
- Centaurea glabroauriculata  Uysal & Demir.
- Centaurea glastifolia  L.
- Centaurea globurensis  Nyár.
- Centaurea glomerata  Vahl
- Centaurea goerkii  Yild.
- Centaurea goksivriensis  M.Bona
- Centaurea golestanica  Akhani & Wagenitz
- Centaurea gracilenta  Velen.
- Centaurea graeca  Griseb.
- Centaurea × grafiana  DC.
- Centaurea graminifolia  (Lam.) Muñoz Rodr. & Devesa
- Centaurea granatensis  Boiss. ex DC.
- Centaurea grbavacensis  (Rohlena) Stoj. & Acht.
- Centaurea greuteri  E.Gamal-Eldin & Wagenitz
- Centaurea grisebachii  (Nyman) Heldr.
- Centaurea × grosii  Font Quer
- Centaurea gubanovii  Kamelin
- Centaurea gudrunensis  Boiss. & Hausskn.
- Centaurea gulissashvilii  Dumbadze
- Centaurea gussonei  Raimondo & Spadaro
- Centaurea gymnocarpa  Moris & De Not.

## H
- Centaurea hadacii  Wagenitz
- Centaurea haenseleri  Boiss.
- Centaurea hakkariensis  Wagenitz
- Centaurea halophila  Hub.-Mor.
- Centaurea handelii  Wagenitz
- Centaurea hanryi  Jord.
- Centaurea haradjianii  Wagenitz
- Centaurea haussknechtii  Boiss.
- Centaurea heldreichii  Halácsy

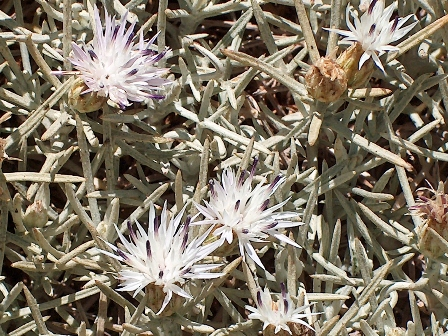
Centaurea horrida

- Centaurea helenioides  Boiss. & Hausskn.
- Centaurea hellwigii  Ranjbar & Negaresh
- Centaurea heratensis  Rech.f. & Köie
- Centaurea hermannii  Hermann
- Centaurea herminii  Rouy
- Centaurea hervieri  Degen
- Centaurea heterocarpa  Boiss. & Gaill.
- Centaurea hierapolitana  Boiss.
- Centaurea hohenackeri  Steven
- Centaurea hololeuca  Boiss.
- Centaurea homoeosceros  Pau
- Centaurea horrida  Badarò
- Centaurea huetii  Boiss.
- Centaurea huljakii  J.Wagner
- Centaurea hyalolepis  Boiss.
- Centaurea hymettia  Kit Tan, Zograf. & Bancheva
- Centaurea hyrcanica  Bornm.
- Centaurea hyssopifolia  Vahl

## I

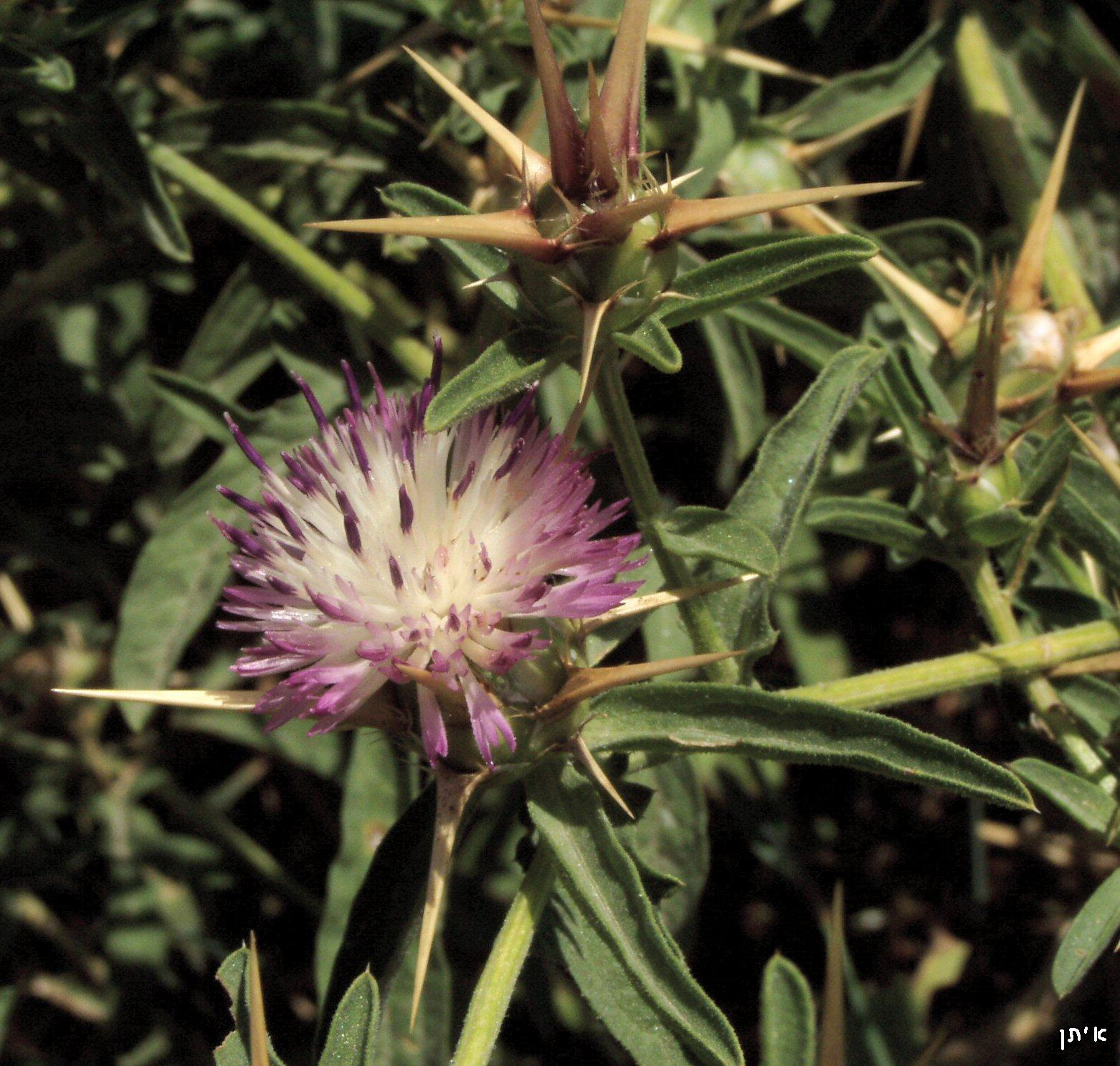
Centaurea iberica

- Centaurea iberica  Trevir. ex Spreng.
- Centaurea ibn-tattoui  Chamboul., Bidat & J.F.Léger
- Centaurea idaea  Boiss. & Heldr.
- Centaurea ilvensis  (Sommier) Arrigoni
- Centaurea immanuelis-loewi i Degen
- Centaurea imperialis  Hausskn. ex Bornm.
- Centaurea incompleta  Halácsy
- Centaurea incompta  Vis.
- Centaurea indistincta  (Wagenitz) Ranjbar & Negaresh
- Centaurea inermis  Velen.
- Centaurea inexpectata  Wagenitz
- Centaurea inexpugnabilis  P.P.Ferrer, Mansanet-Salvador & R.Roselló
- Centaurea infestans  Durieu
- Centaurea integrans  Naggi
- Centaurea intricata  Boiss.
- Centaurea involucrata  Desf.
- Centaurea ionica  Brullo
- Centaurea ipecensis  Rech.f.
- Centaurea iranshahrii  Wagenitz & Esfand.
- Centaurea irritans  Wagenitz
- Centaurea isaurica  Hub.-Mor.
- Centaurea ispahanica  Boiss.

## J
- Centaurea jacea  L.
- Centaurea × jaceiformis  Rouy

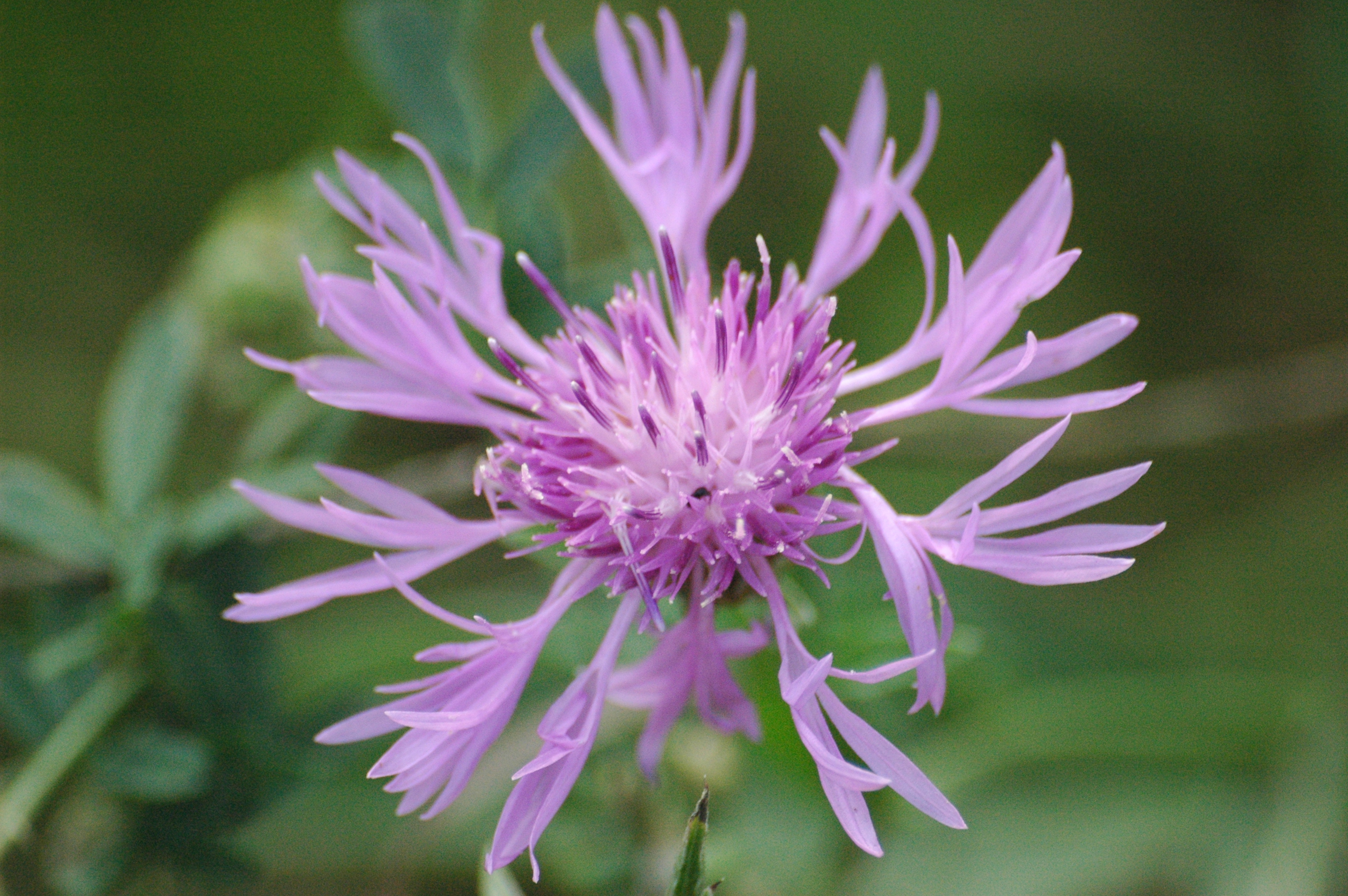
Centaurea jacea

- Centaurea jaennensis  Degen & Debeaux
- Centaurea janeri  Graells
- Centaurea jankae  D.Brândza
- Centaurea jankeana  Simonk.
- Centaurea japygica  (Lacaita) Brullo
- Centaurea jeffreyana  Mesfin
- Centaurea jiroftensis  (Ranjbar & Negaresh) Ranjbar & Heydari
- Centaurea joharchii  Ranjbar & Negaresh
- Centaurea johnseniana  Kit Tan & Strid
- Centaurea jordaniana  Gren. & Godr.
- Centaurea josiae  Humbert
- Centaurea jovinianum  Sennen & Pau
- Centaurea jurineifolia  Boiss.
- Centaurea × juvenalis  Delile ex Godr.

## K

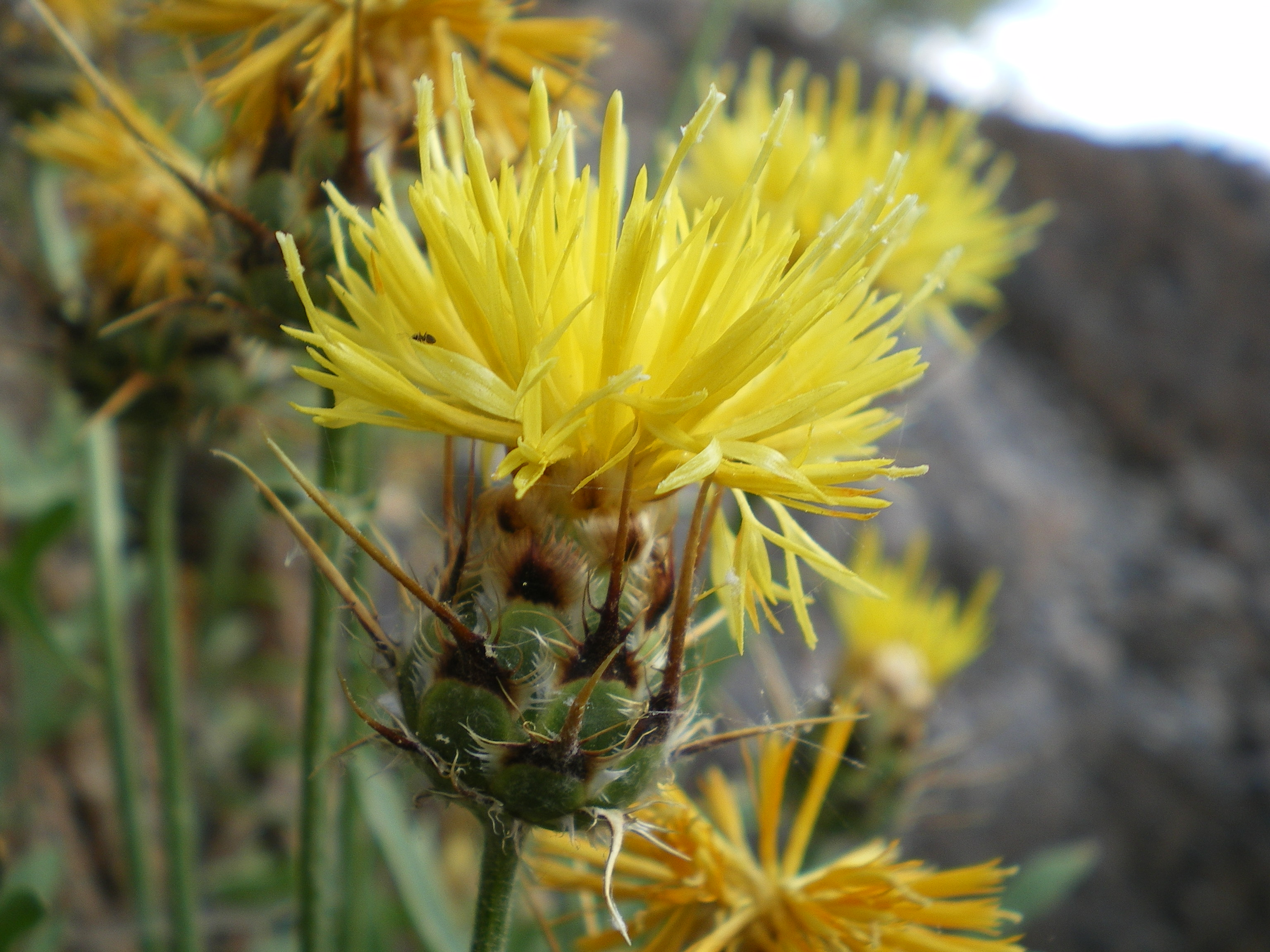
Centaurea kunkelii

- Centaurea kabirkuhensis  Mozaff., F.Ghahrem. & Fereid..
- Centaurea kalambakensis  Freyn & Sint..
- Centaurea kamalnejadii  Negaresh.
- Centaurea kamyaranensis  Ranjbar & Negaresh.
- Centaurea kandavanensis  Wagenitz.
- Centaurea kanitziana  Janka ex D.Brândza.
- Centaurea karamianiae  Negaresh.
- Centaurea kartschiana  Scop..
- Centaurea karvandarensis  Rech.f..
- Centaurea kavadarensis  Micevski.
- Centaurea kaynakiae  Daskin & Yilmaz.
- Centaurea kemulariae  Dumbadze.
- Centaurea kermanshahensis  (Wagenitz) Ranjbar & Negaresh.
- Centaurea kerneriana  Janka.
- Centaurea khosraviana  Negaresh.
- Centaurea kilaea  Boiss..
- Centaurea kirmacii  Uysal & Armagan.
- Centaurea kizildaghensis  Uzunh., E.Dogan & H.Duman.
- Centaurea × kleinii  C.T.Roché & Susanna.
- Centaurea kochiana  (Holub) Greuter.
- Centaurea koeieana  Bornm..
- Centaurea konkae  Klokov.
- Centaurea kosaninii  Hayek.
- Centaurea kotschyana  Heuff..
- Centaurea kotschyi  (Boiss.) Hayek.
- Centaurea kunkelii  N.Garcia.
- Centaurea × kupcsokiana  J.Wagner.
- Centaurea kurdica  Reichardt.

## L
- Centaurea lacaitae  Peruzzi
- Centaurea lacerata  Halácsy
- Centaurea laconica  Boiss.
- Centaurea lactiflora  Halácsy
- Centaurea lactucifolia  Boiss.
- Centaurea lagascana  Graells
- Centaurea lainzii  Fern.Casas

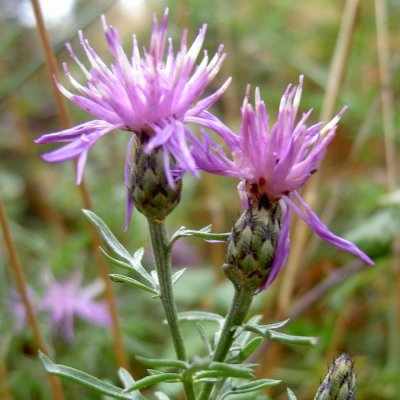
Centaurea limbata

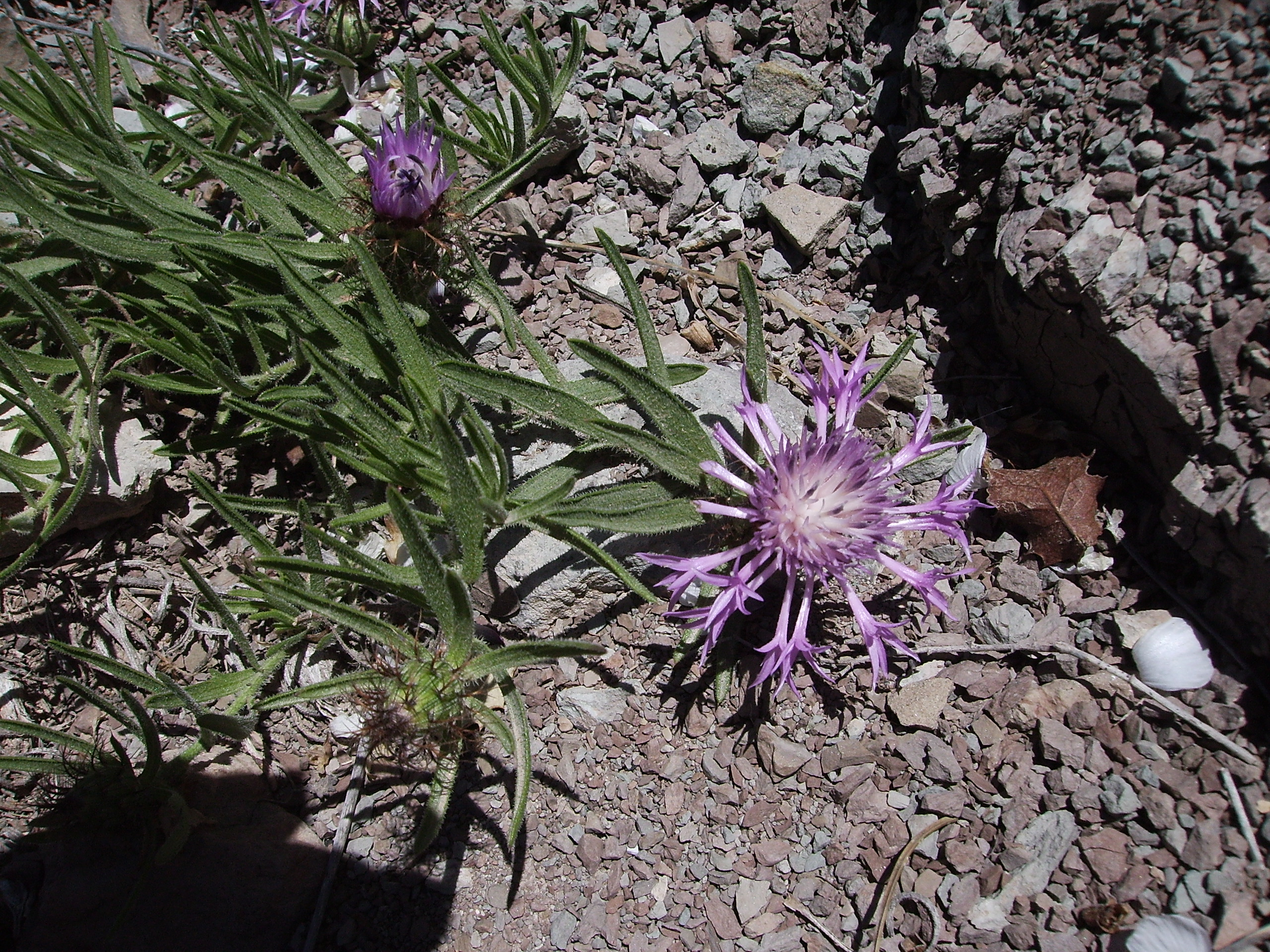
Centaurea linifolia

- Centaurea lancifolia  Sieber ex Spreng.
- Centaurea langei  Nyman
- Centaurea lanigera  DC.
- Centaurea lanulata  Eig
- Centaurea latiloba  Klokov
- Centaurea laureotica  Heldr. ex Halácsy
- Centaurea lavrenkoana  Klokov
- Centaurea laxa  Boiss. & Hausskn.
- Centaurea legionis-septimae  Fern.Casas & Susanna
- Centaurea leonidia  Kalpoutz. & Constantin.
- Centaurea leptophylla  (K.Koch) Tchich.
- Centaurea leucadea  Lacaita
- Centaurea leucomalla  Bornm.
- Centaurea leucomelaena  Hayek
- Centaurea leucophaea  Jord.
- Centaurea limbata  Hoffmanns. & Link
- Centaurea lingulata  Lag.
- Centaurea linifolia  L.
- Centaurea litardierei  Jahand. & Maire
- Centaurea litigiosa  (Fiori) Arrigoni
- Centaurea litochorea  T.Georgiadis & Phitos
- Centaurea longepedunculata  Sch.Bip. ex Boiss.
- Centaurea longifimbriata  Wagenitz
- Centaurea longispina  (Post) Wagenitz
- Centaurea loscosii  Willk.
- Centaurea lugdunensis  Jord.
- Centaurea luristanica  Rech.f.
- Centaurea luschaniana  Heimerl ex Stapf
- Centaurea lycaonica  Boiss. & Heldr.
- Centaurea lycia  Boiss.
- Centaurea lycopifolia  Boiss. & Kotschy
- Centaurea lydia  Boiss.

## M
- Centaurea macedonica  Boiss.
- Centaurea macroacantha  Guss.

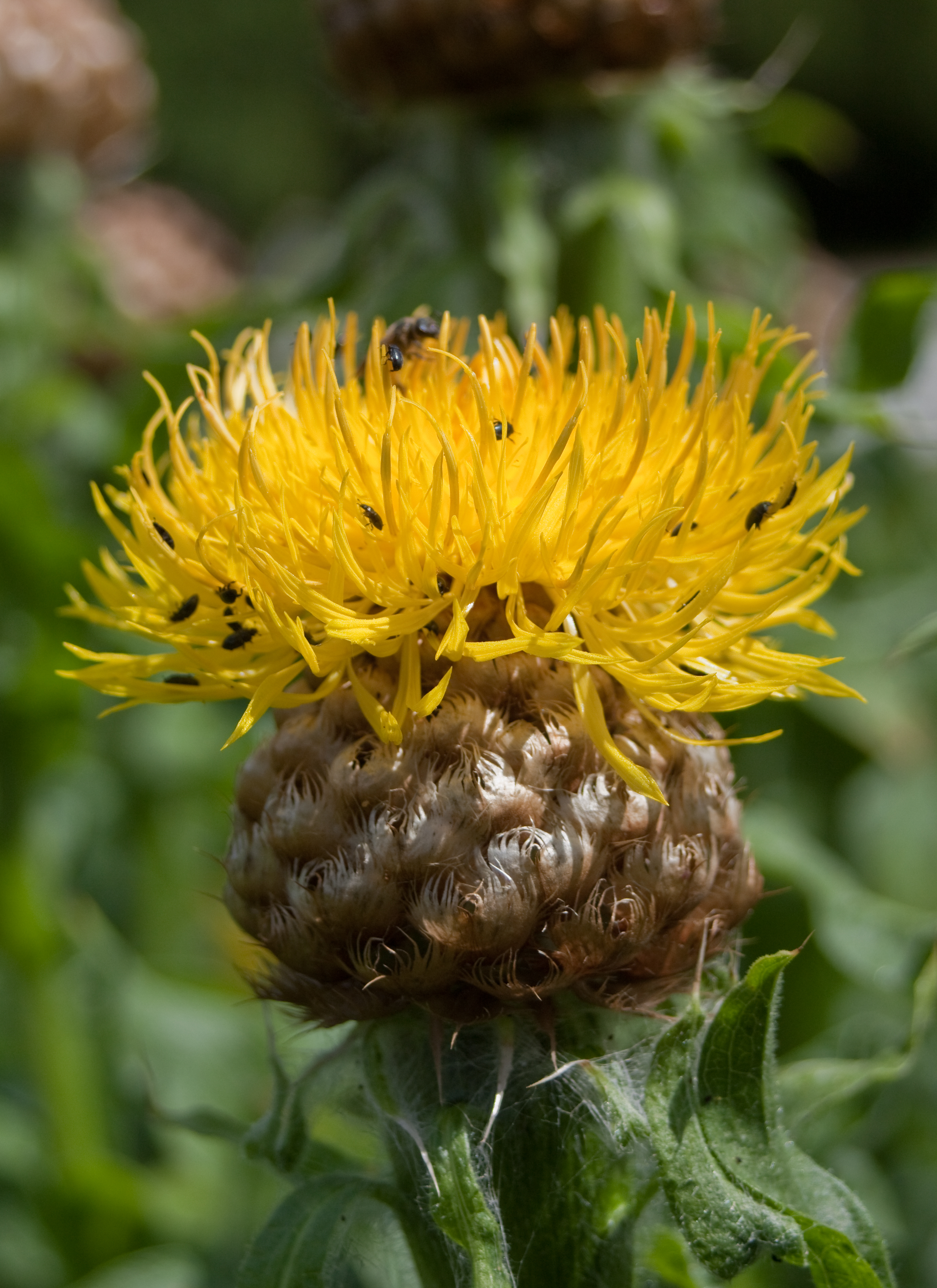
Centaurea macrocephala

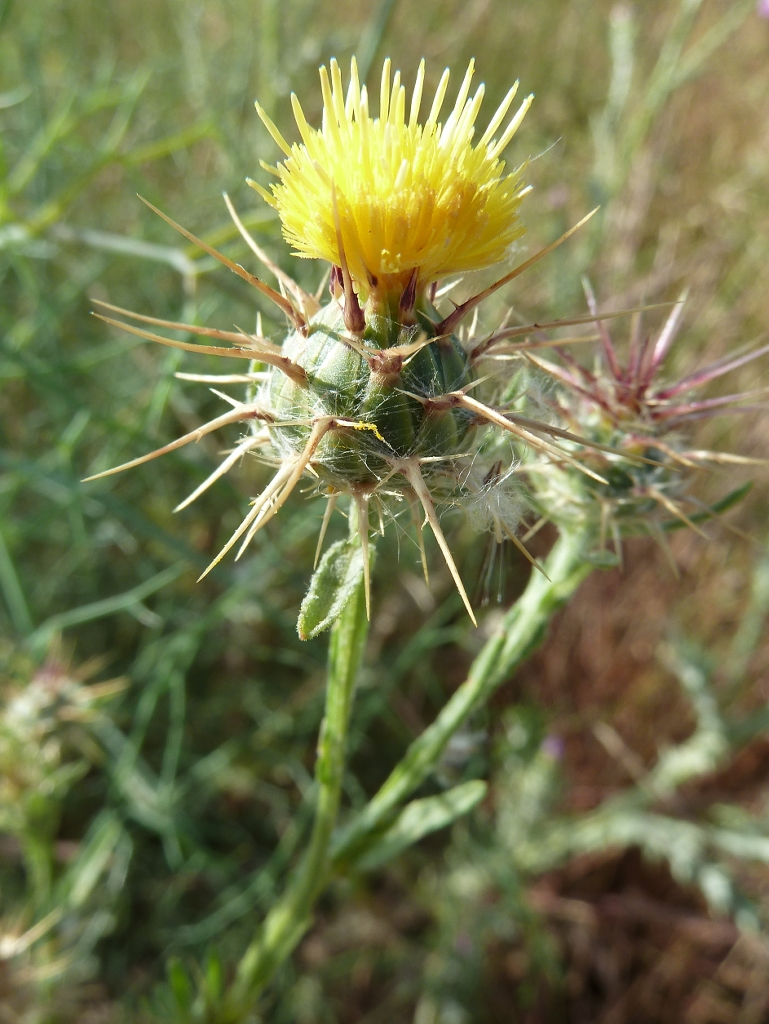
Centaurea melitensis

- Centaurea macrocephala  Muss.Puschk. ex Willd.
- Centaurea macroptilon  Borbás
- Centaurea magistrorum  Arrigoni & Camarda
- Centaurea magocsyana  W.H.Wagner
- Centaurea maireana  Emb.
- Centaurea × mairei  Faure
- Centaurea majorovii  Dumbadze
- Centaurea malatyensis  Kültür & M.Bona
- Centaurea malinvaldiana  Batt.
- Centaurea mannagettae  Podp.
- Centaurea maramarosiensis  (Jáv.) Czerep.
- Centaurea marashica  Uzunh., Teksen & E.Dogan
- Centaurea margarita-alba  Klokov
- Centaurea margaritacea  Ten.
- Centaurea mariana  Nyman
- Centaurea × maritima  Dufour
- Centaurea marmorea  Bornm. & Soska
- Centaurea maroccana  Ball
- Centaurea masjedsoleymanensis  Ranjbar & Askari
- Centaurea matthiolifolia  Boiss.
- Centaurea melanocephala  Pancic
- Centaurea melanosticta  (Lange) Franco
- Centaurea melitensis  L.
- Centaurea mersinensis  Uysal & Hamzaoglu
- Centaurea mesopotamica  Bornm.
- Centaurea messenicolasiana  T.Georgiadis, Dimitrellos & Routsi
- Centaurea micevskii  Greuter
- Centaurea micracantha  Dufour
- Centaurea micrantha  Hoffmanns. & Link
- Centaurea microcarpa  Coss. & Durieu ex Batt. & Trab.
- Centaurea microcnicus  Reese & Sam.
- Centaurea microlonchoides  Boiss.
- Centaurea microlopha  (Boiss.) Ranjbar & Negaresh
- Centaurea molesworthiae  E.López, Devesa & García Rojas
- Centaurea mollis  Waldst. & Kit.
- Centaurea × moncktonii  C.E.Britton
- Centaurea monodii  Arènes
- Centaurea montaltensis  (Fiori) Peruzzi
- Centaurea montana  L.
- Centaurea monticola  Boiss. ex DC.
- Centaurea montis-borlae  Soldano
- Centaurea mouterdei  Wagenitz
- Centaurea movlavia  Parsa
- Centaurea mozaffarianii  Negaresh
- Centaurea mucurensis  Teyber
- Centaurea murbeckii  Hayek
- Centaurea musakii  T.Georgiadis
- Centaurea musarum  Boiss. & Orph.
- Centaurea musimonum  Maire
- Centaurea × mutabilis  St.-Amans

## N

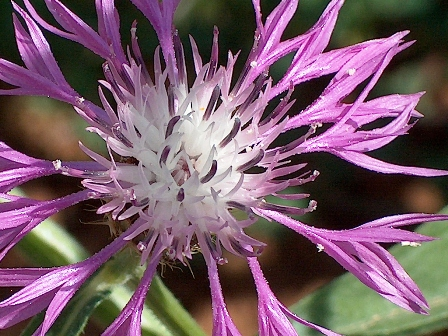
Centaurea napifolia

- Centaurea nallihanensis  Uysal & Hamzaoglu
- Centaurea nana  Desf.
- Centaurea napifolia  L.
- Centaurea napulifera  Rochel
- Centaurea neicevii  Degen & J.Wagner
- Centaurea nemecii  Nábelek
- Centaurea nemoralis  Jord.
- Centaurea nerimaniae  Kültür
- Centaurea nervosa  Willd.
- Centaurea nevadensis  Boiss. & Reut.
- Centaurea nicolai  Bald.
- Centaurea niederi  Heldr.
- Centaurea nigerica  Hutch.
- Centaurea nigra  L.
- Centaurea nigrescens  Willd.
- Centaurea nigrofimbria  Sosn.
- Centaurea nissana  Petrovic
- Centaurea nivea  (Bornm.) Wagenitz
- Centaurea nobilis  (E.Groves) Brullo
- Centaurea × noguerensis  Mateo
- Centaurea × nouelii  Franch. ex H.J.Coste
- Centaurea novakii  Dostál
- Centaurea nydeggeri  Hub.-Mor.

## O

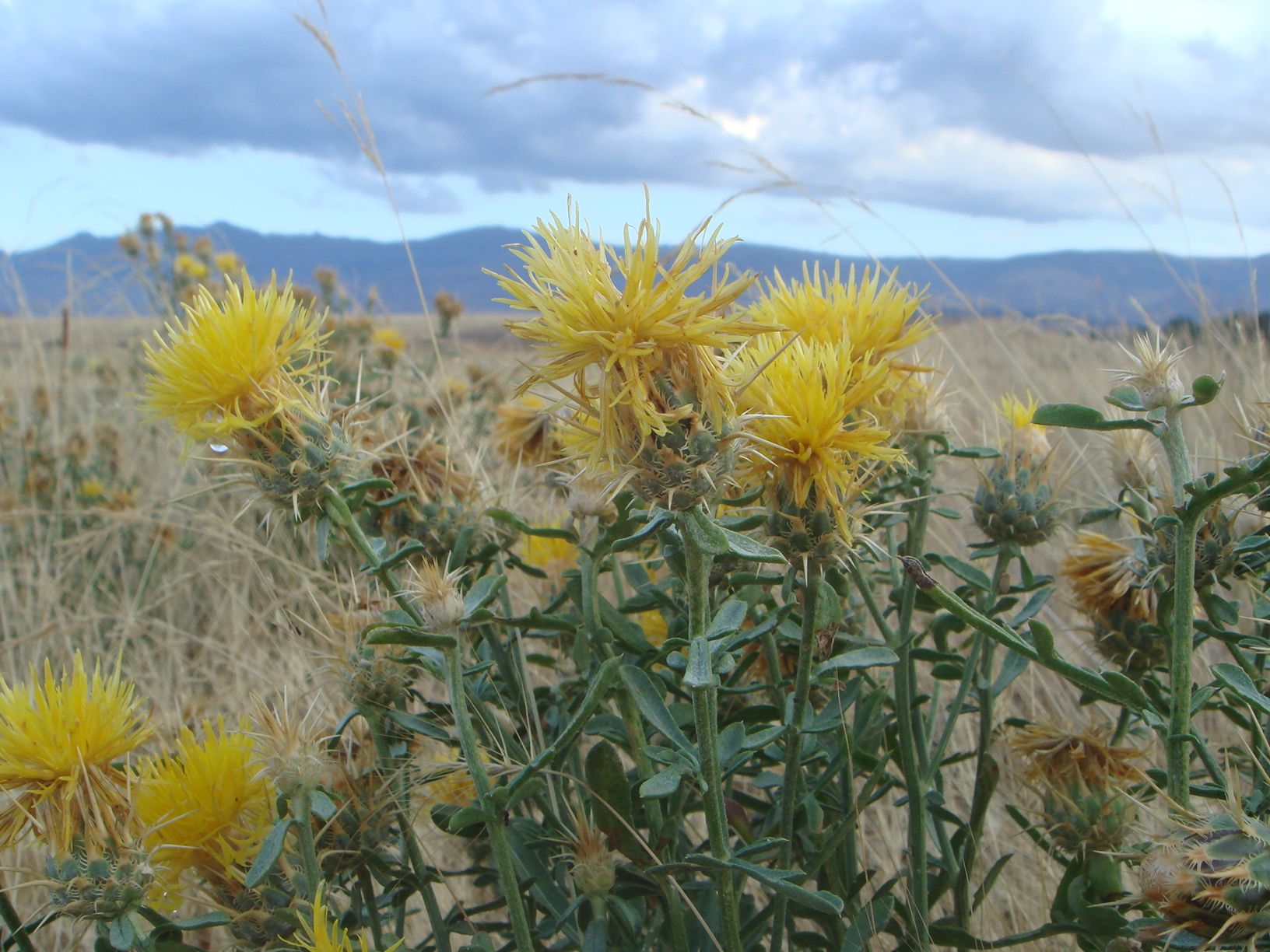
Centaurea ornata

- Centaurea obtusifolia  (Boiss. & Hausskn.) Wagenitz
- Centaurea obtusiloba  Batt.
- Centaurea occasus  Fern.Casas
- Centaurea ochrocephala  Wagenitz
- Centaurea odessana  Prodan
- Centaurea odyssei  Wagenitz
- Centaurea ognjanoffii  Urum.
- Centaurea oltensis  Sosn.
- Centaurea olympica  (DC.) K.Koch
- Centaurea omphalodes  (Benth. & Hook.f.) Coss.
- Centaurea onopordifolia  Boiss.
- Centaurea oranensis  Greuter & M.V.Agab.
- Centaurea orbelica  Velen.
- Centaurea orientalis  L.
- Centaurea oriolii-bolosii  Fern.Casas
- Centaurea ornata  Willd.
- Centaurea orphanidea  Heldr. & Sart. ex Boiss.
- Centaurea orumiehensis  Ranjbar & Negaresh
- Centaurea oscensis  (Pau ex E.López & Devesa) Raab-Straube & Greuter
- Centaurea ossaea  Halácsy
- Centaurea ovina  Pall. ex Willd.
- Centaurea oxylepis  Hayek

## P
- Centaurea pabotii  Wagenitz

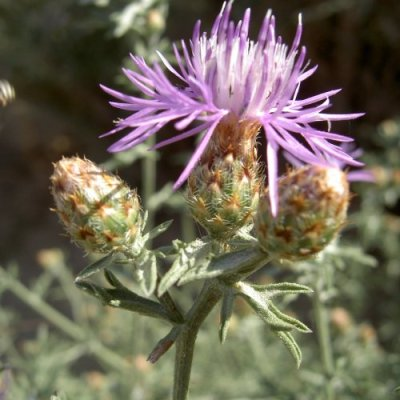
Centaurea paniculata

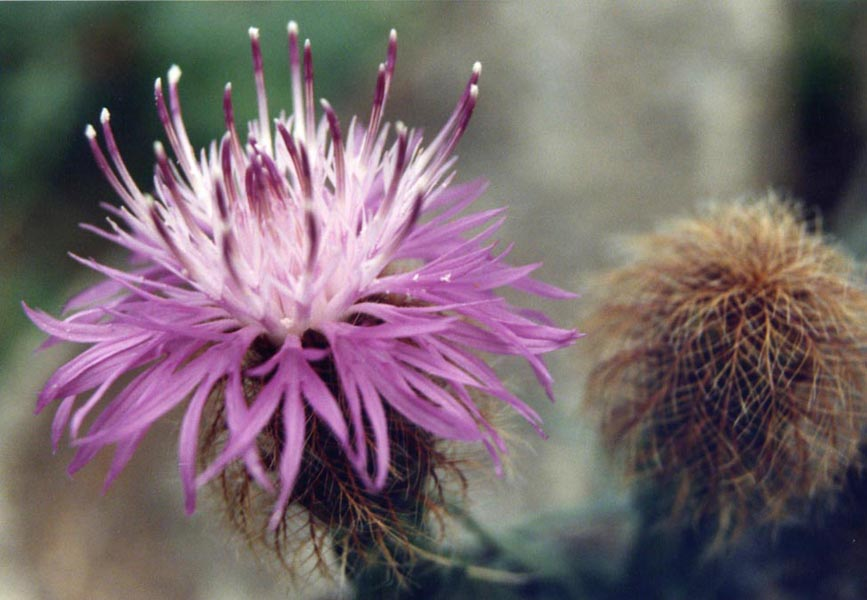
Centaurea parilica

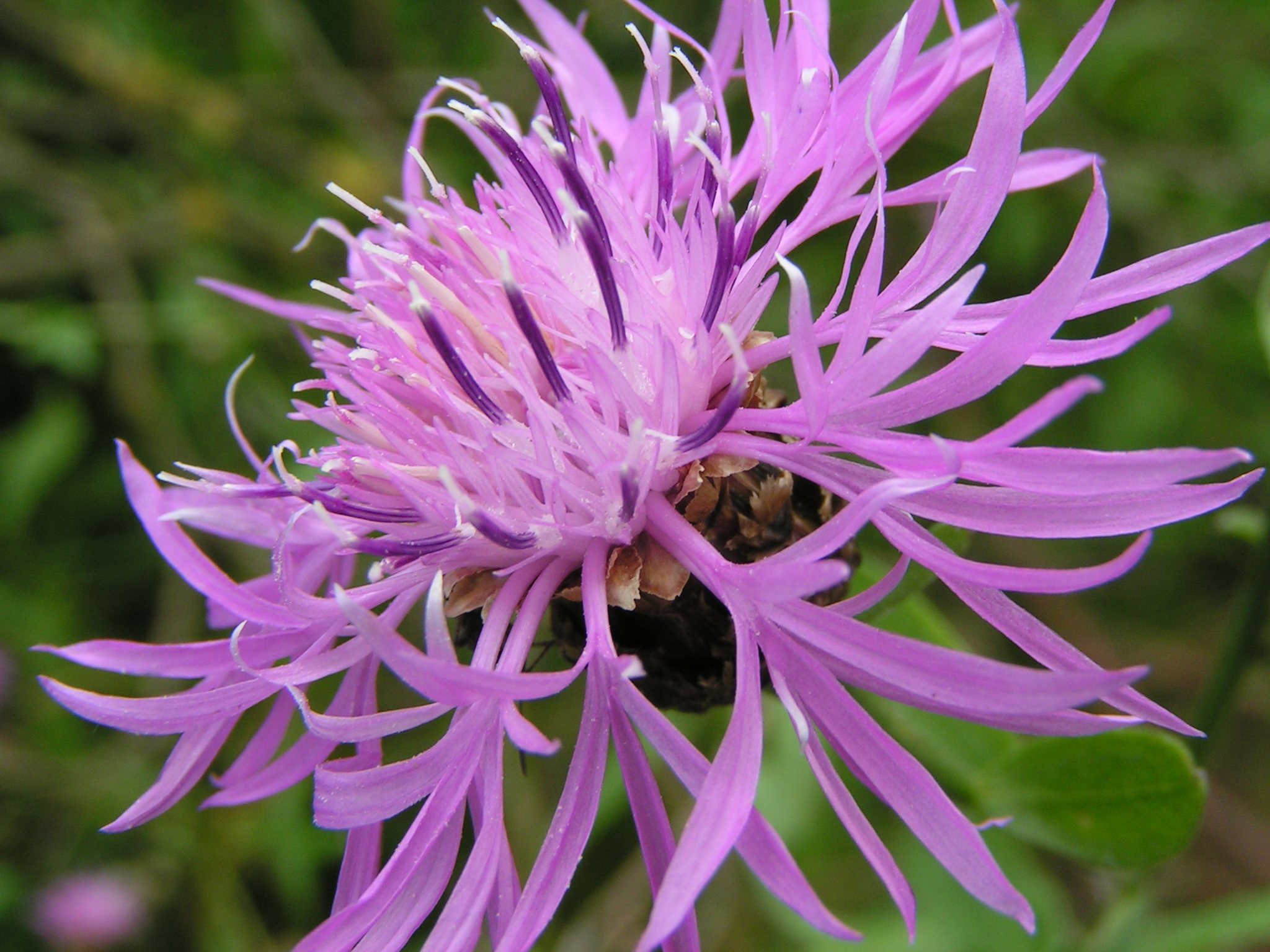
Centaurea phrygia

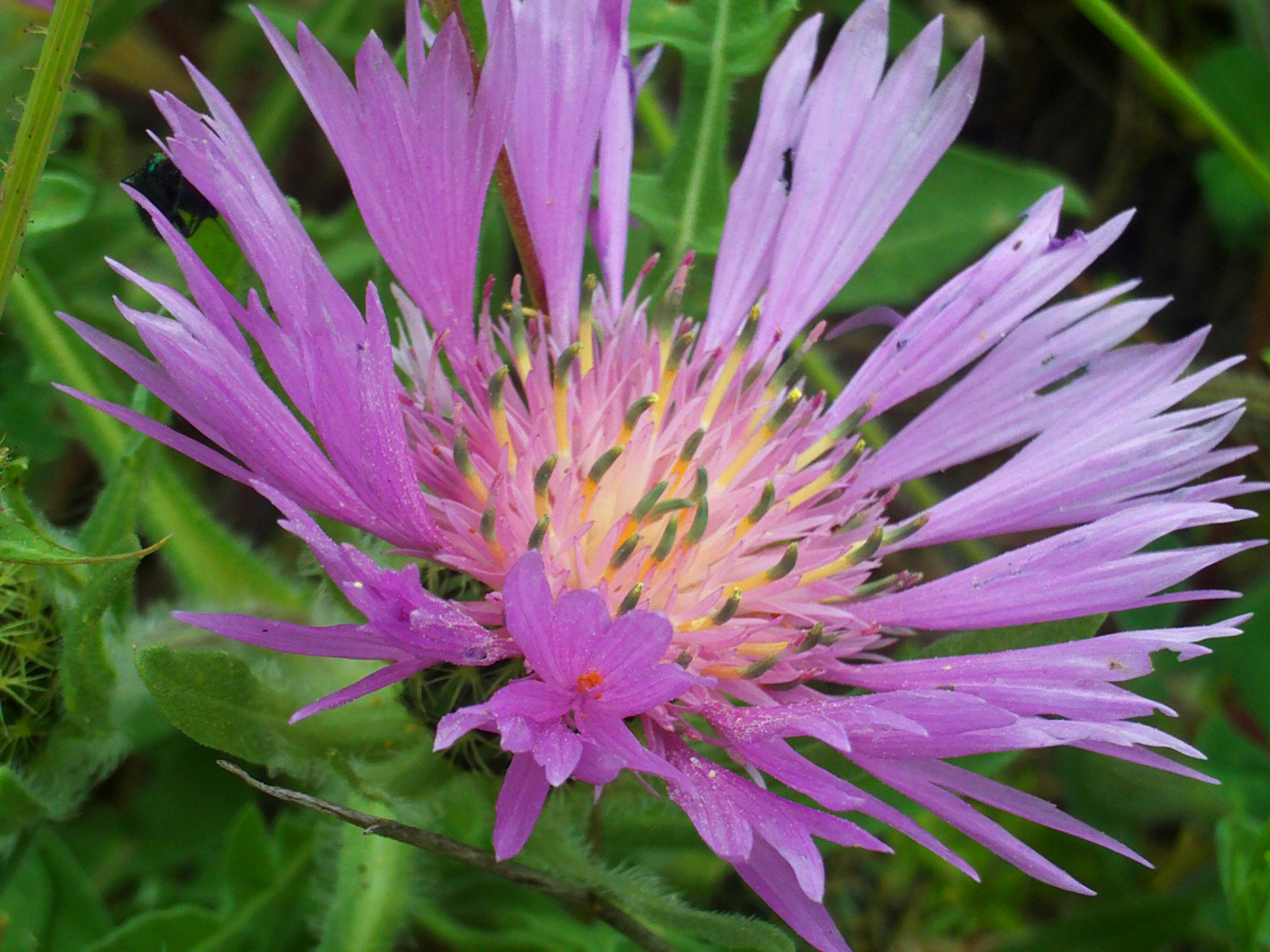
Centaurea pullata

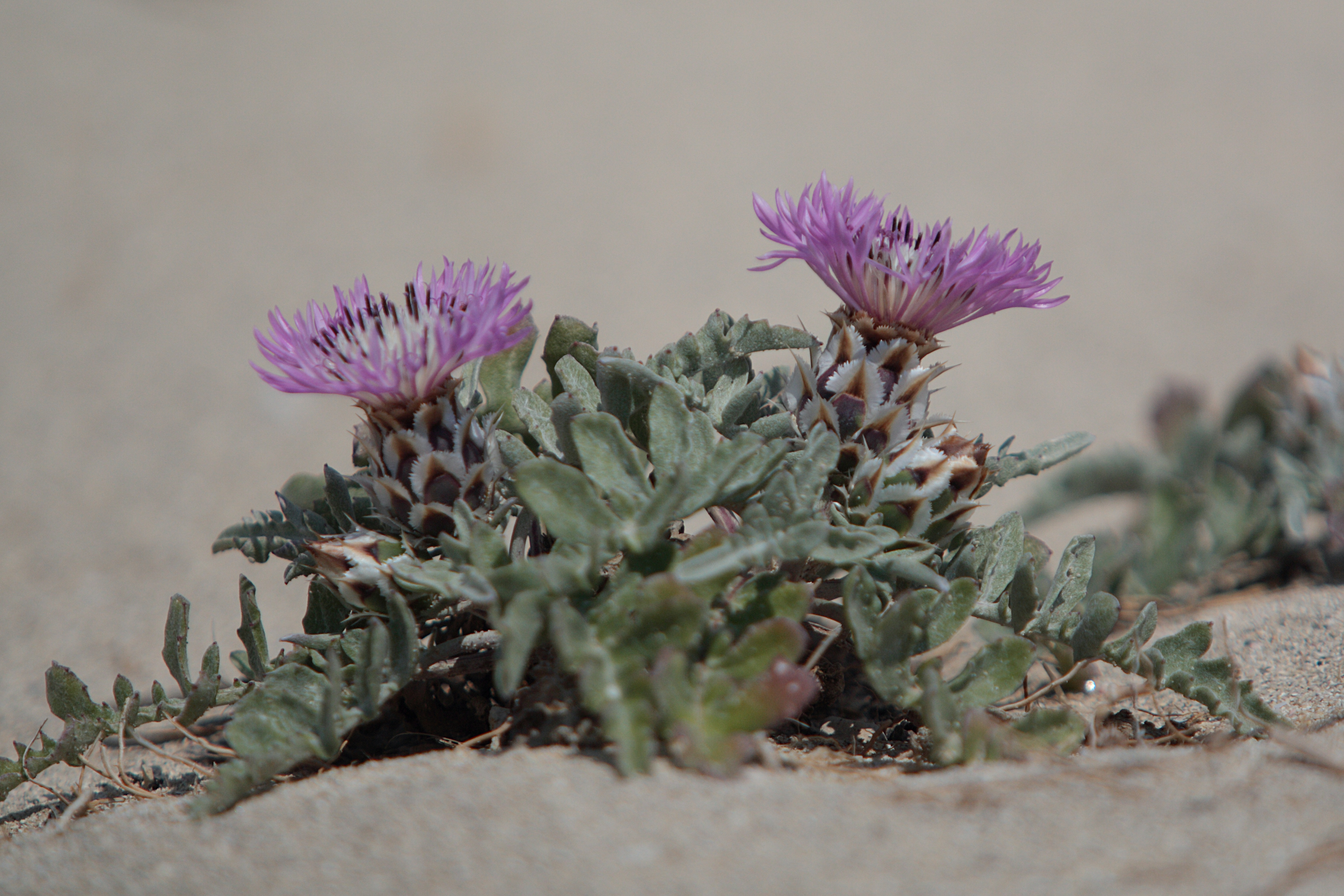
Centaurea pumilio

- Centaurea paczoskyi  Kotov ex Klokov
- Centaurea palanganensis  Ranjbar & Askari
- Centaurea pallescens  Delile
- Centaurea pamphylica  Boiss. & Heldr.
- Centaurea pangaea  Greuter & Papan.
- Centaurea paniculata  L.
- Centaurea panormitana  Lojac.
- Centaurea paphlagonica  (Bornm.) Wagenitz
- Centaurea papposa  (Coss.) Greuter
- Centaurea × paredensis  (G.López) Mateo & Arán
- Centaurea parilica  Stoj. & Stef.
- Centaurea parlatoris  Heldr.
- Centaurea parviflora  Desf.
- Centaurea patula  DC.
- Centaurea × paucispina  (Ferriol, Merle & Garmendia) P.P.Ferrer, Ferriol, Merle & Garmendia
- Centaurea paui  Loscos ex Willk.
- Centaurea pauneroi  Talavera & J.Muñoz
- Centaurea pawlowskii  Phitos & Damboldt
- Centaurea paxorum  Phitos & T.Georgiadis
- Centaurea pectinata  L.
- Centaurea pelia  DC.
- Centaurea pentadactyli  Brullo, Scelsi & Spamp.
- Centaurea perrottettii  DC.
- Centaurea persica  Boiss.
- Centaurea pestalotii  De Not. ex Ces.
- Centaurea pestalozzae  Boiss.
- Centaurea peucedanifolia  Boiss. & Orph.
- Centaurea phaeolepis  Coss.
- Centaurea phlomoides  Boiss. & Hausskn.
- Centaurea phrygia  L.
- Centaurea pichleri  Boiss.
- Centaurea pinae  Pau
- Centaurea pinardi  Boiss.
- Centaurea pindicola  Griseb.
- Centaurea pineticola  Iljin
- Centaurea pinetorum  Hub.-Mor.
- Centaurea × pinillosii  Mateo & M.B.Crespo
- Centaurea pinnata  Pau ex Vicioso
- Centaurea pinnatifida  Schur
- Centaurea poculatoris  Greuter
- Centaurea podospermifolia  Loscos & J.Pardo
- Centaurea poeltiana  Puntillo
- Centaurea polyclada  DC.
- Centaurea polymorpha  Lag.
- Centaurea polyphylla  Ledeb. ex Nordm.
- Centaurea polypodiifolia  Boiss.
- Centaurea pomeliana  Batt.
- Centaurea postii  Boiss.
- Centaurea praecox  Oliv. & Hiern
- Centaurea princeps  Boiss. & Heldr.
- Centaurea procurrens  Sieber ex Spreng.
- Centaurea prolongi  Boiss. ex DC.
- Centaurea proto-gerberi  Klokov
- Centaurea proto-margaritacea  Klokov
- Centaurea pseudoaxillaris  Stef. & T.Georgiev
- Centaurea pseudobovina  Hayek ex Stoj. & Stef.
- Centaurea pseudocadmea  Wagenitz
- Centaurea pseudocineraria  (Fiori) Rouy
- Centaurea pseudokotschyi  Wagenitz
- Centaurea pseudoleucolepis  Kleopow
- Centaurea pseudomaculosa  Dobrocz.
- Centaurea pseudoscabiosa  Boiss. & Buhse
- Centaurea pseudosinaica  Czerep.
- Centaurea pseudreflexa  Hayek
- Centaurea psilacantha  Boiss. & Heldr.
- Centaurea ptarmicifolia  Halácsy ex Hayek
- Centaurea pterocaula  Trautv.
- Centaurea ptosimopappa  Hayek
- Centaurea ptosimopappoides  Wagenitz
- Centaurea pubescens  Willd.
- Centaurea pugioniformis  Nyár.
- Centaurea pulchella  Ledeb.
- Centaurea pullata  L.
- Centaurea pulvinata (Blanca)  Blanca
- Centaurea pungens  Pomel

## R
- Centaurea radichii  Plazibat
- Centaurea ragusina  L.
- Centaurea rahiminejadii  Negaresh

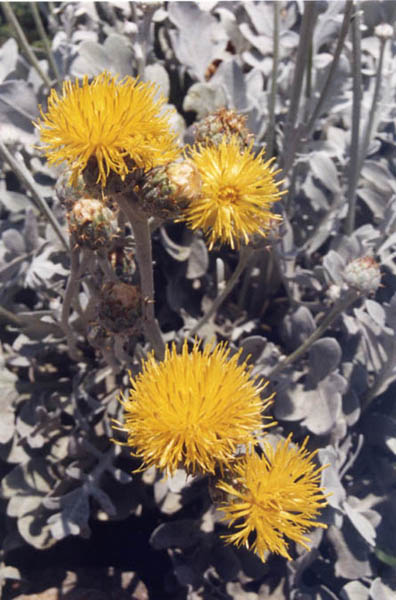
Centaurea ragusina

- Centaurea raimondoi  Bancheva & Kaya
- Centaurea raphanin a Sm.
- Centaurea ravansarensis  Ranjbar & Negaresh
- Centaurea rechingeri  Phitos
- Centaurea redempta  Heldr.
- Centaurea reducta  Wagenitz
- Centaurea reflexa  Lam.
- Centaurea regia  Boiss.
- Centaurea reichenbachii  DC.
- Centaurea resupinata  Coss.
- Centaurea reuteriana  Boiss.
- Centaurea rhaetica  Moritzi
- Centaurea rhizantha  C.A.Mey.
- Centaurea rhizocalathium  (K.Koch) Boiss.
- Centaurea rigida  Banks & Sol.
- Centaurea rivasmateoi  Ladero
- Centaurea ropalon  Pomel
- Centaurea × rossiana  J.Wagner
- Centaurea rouyi  Coincy
- Centaurea rufidula  Bornm.
- Centaurea rumelica  Boiss.
- Centaurea rupestris  L.
- Centaurea rutifolia  Sm.

## S

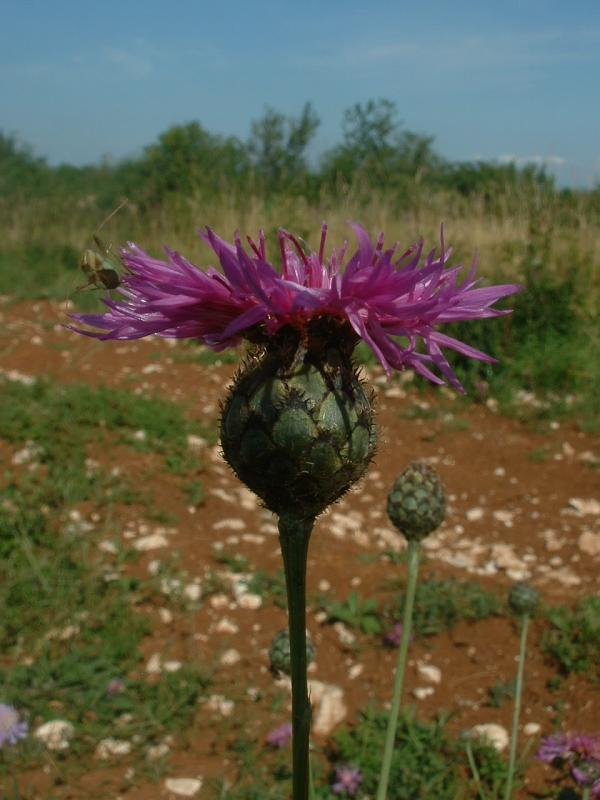
Centaurea scabiosa

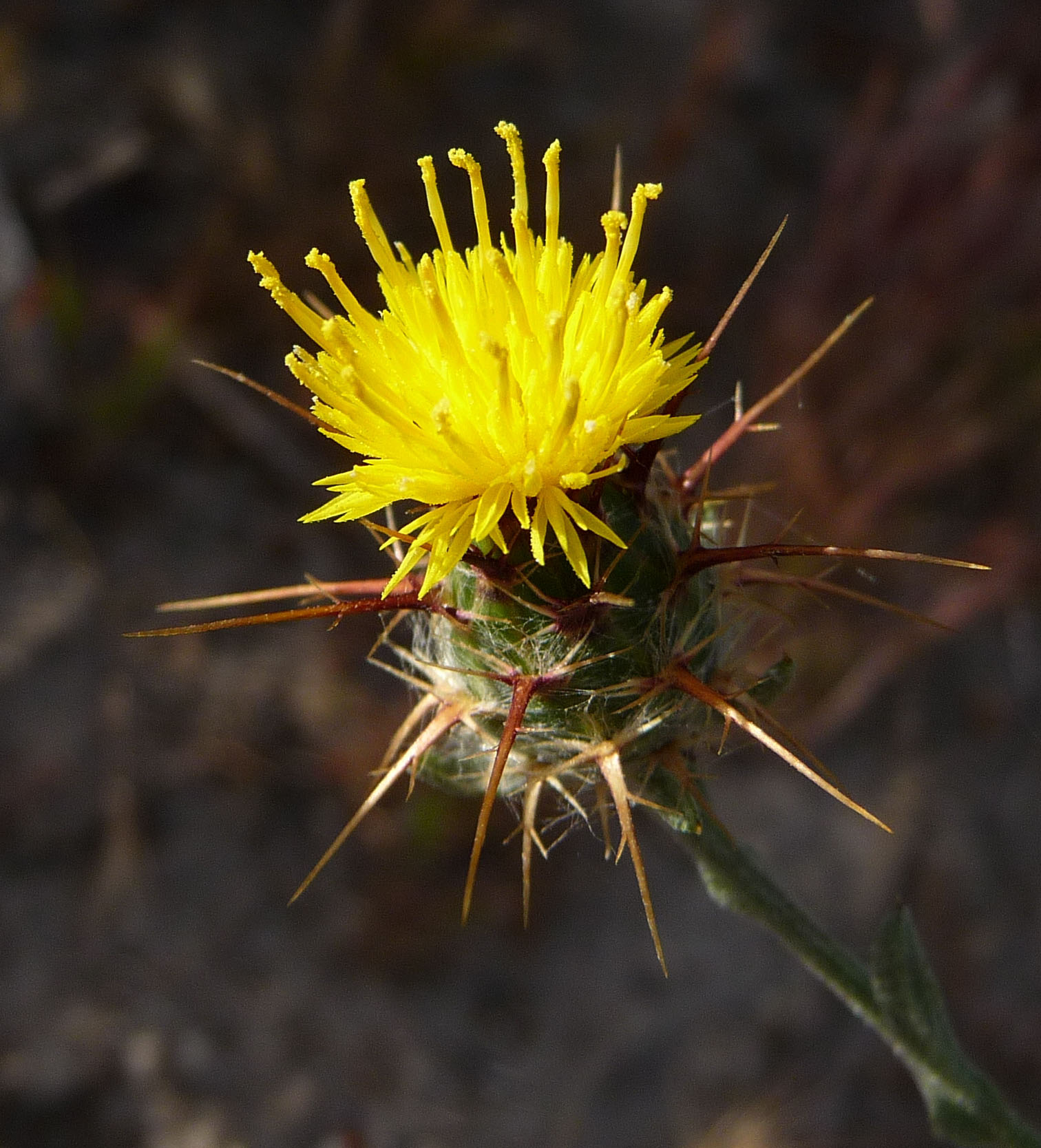
Centaurea solstitialis

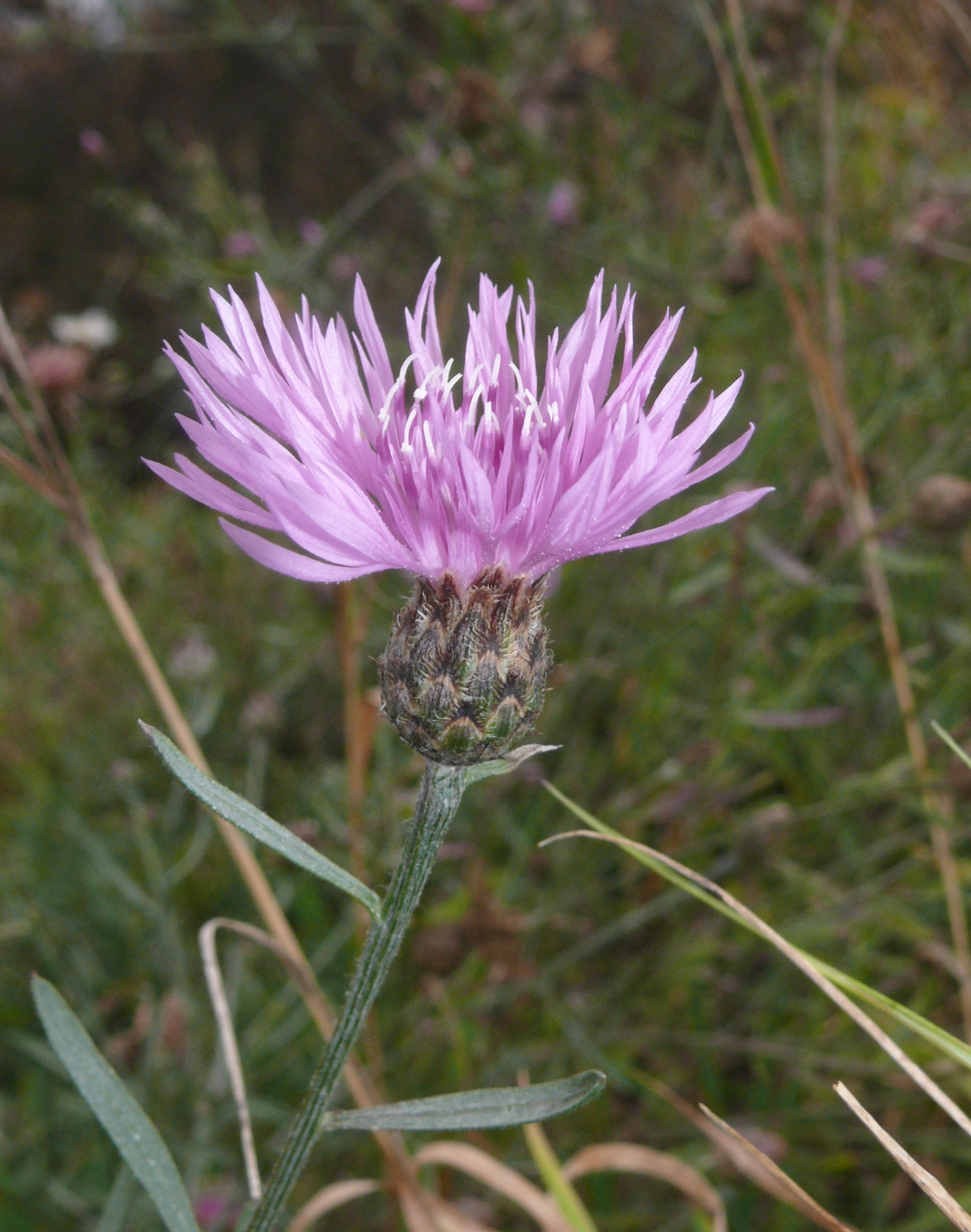
Centaurea stoebe

- Centaurea saccensis  Raimondo, Bancheva & Ilardi
- Centaurea sagredoi  Blanca
- Centaurea sakarensis  Bancheva & Raimondo
- Centaurea sakariyaensis  Uysal & Dural
- Centaurea saligna  (K.Koch) Wagenitz
- Centaurea salmasensis  Ranjbar & Heydari
- Centaurea salonitana  Vis.
- Centaurea samothracica  Strid & Kit Tan
- Centaurea sanandajensis  Ranjbar & Negaresh
- Centaurea × sanchisiana  Gómez Nav., Mansanet-Salvador, P.P.Ferrer, R.Roselló, E.Lagu
- Centaurea sarandinakiae  N.B.Illar.
- Centaurea sarfattiana  Brullo, Gangale & Uzunov
- Centaurea savranica  Klokov
- Centaurea saxicola  Lag.
- Centaurea saxifraga  Coincy
- Centaurea scabiosa  L.
- Centaurea scannensis  Anzal., Soldano & F.Conti
- Centaurea schimperi  DC.
- Centaurea schousboei  Lange
- Centaurea scillae  Brullo
- Centaurea sclerolepis  Boiss.
- Centaurea scoparia  Sieber ex Spreng.
- Centaurea scopulorum  Boiss. & Heldr.
- Centaurea scripczinskyi  Mikheev
- Centaurea seguenzae  (Lacaita) Domina, Greuter & Raimondo
- Centaurea semidecurrens  Jord.
- Centaurea semiusta  Juz.
- Centaurea senegalensis  DC.
- Centaurea sennikoviana  Negaresh & Kaya
- Centaurea sericea  Wagenitz
- Centaurea seridis  L.
- Centaurea serpentinica  A.Duran & B.Dogan
- Centaurea shahuensis  Ranjbar & Negaresh
- Centaurea shehbazii  Ranjbar & Negaresh
- Centaurea shouilea  Parsa
- Centaurea shumkana  Kit Tan, Shuka & Wagenitz
- Centaurea sicana  Raimondo & Spadaro
- Centaurea sicula  L.
- Centaurea sieheana  Wagenitz
- Centaurea × similata  Hausskn.
- Centaurea simonkaiana  Hayek
- Centaurea simulans  Wagenitz
- Centaurea sinaica  DC.
- Centaurea singarensis  Boiss. & Hausskn.
- Centaurea sintenisiana  Gand.
- Centaurea sipylea  Wagenitz
- Centaurea sirdjanica  Parsa
- Centaurea sivasica  Wagenitz
- Centaurea skopjensis  Micevski
- Centaurea solitaria  Ranjbar & Negaresh
- Centaurea solstitialis  L.
- Centaurea sophiae  Klokov
- Centaurea × soriana  A.Segura ex Mateo & M.B.Crespo
- Centaurea soskae  Hayek
- Centaurea speciosa  Boiss.
- Centaurea spectabilis  (DC.) Sch.Bip.
- Centaurea sphaerocephala  L.
- Centaurea spicata  Boiss.
- Centaurea spinosa  L.
- Centaurea spinosociliata  Seenus
- Centaurea spruneri  Boiss. & Heldr.
- Centaurea × spuria  Kern.
- Centaurea stapfiana  (Hand.-Mazz.) Wagenitz
- Centaurea stereophylla  Besser
- Centaurea sterilis  Steven
- Centaurea steveni  M.Bieb.
- Centaurea steveniana  Klokov
- Centaurea stoebe  L.
- Centaurea stricta  Waldst. & Kit.
- Centaurea stuessyi  Arnelas, Devesa & E.López
- Centaurea subjacea  Hayek
- Centaurea subsericans  Halácsy
- Centaurea subtilis  Bertol.
- Centaurea sulphurea  Willd.
- Centaurea susannae  Invernón & Devesa

## T

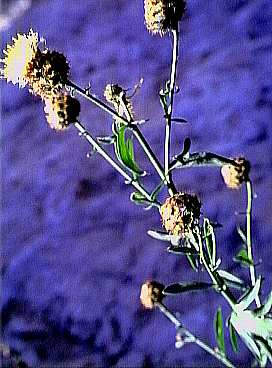
Centaurea tauromenitana

- Centaurea tabriziana  Ranjbar & Heydari
- Centaurea tadshicorum  Tzvelev
- Centaurea takhtajanii  Gabrieljan & Tonyan
- Centaurea takredensis  Coss.
- Centaurea tanaitica  Klokov
- Centaurea tardiflora  Wagenitz
- Centaurea tauromenitana  Guss.
- Centaurea tauscheri  Kern.
- Centaurea tchihatcheffii  Fisch. & C.A.Mey.
- Centaurea tenacissima  (Groves) Brullo
- Centaurea tenoreana  Willk.
- Centaurea tenorei  Guss. ex Lacaita
- Centaurea thasia  Hayek
- Centaurea theryi  Emb. & Maire
- Centaurea thessala  Hausskn.
- Centaurea thirkei  Sch.Bip.
- Centaurea thracica  Janka ex Gugler
- Centaurea thuillieri  (Dostál) J.Duvign. & Lambinon
- Centaurea toletana  Boiss. & Reut.
- Centaurea tomentella  Hand.-Mazz.
- Centaurea tommasinii  A.Kern.
- Centaurea tomorosii  Micevski
- Centaurea torreana  Ten.
- Centaurea tossiensis  Freyn & Sint.
- Centaurea tougourensis  Boiss. & Reut.
- Centaurea trachonitica  Post
- Centaurea transcaucasica  Sosn. ex Grossh.
- Centaurea × trauttmannii  J.Wagner
- Centaurea treskana  Micevski
- Centaurea triamularia  Aldén
- Centaurea trichocephala  M.Bieb. ex Willd.
- Centaurea triniifolia  Heuff.
- Centaurea tripontina  López-Alvarado, L.Sáez, Filigh., Guardiola & Susan
- Centaurea triumfettii  All.
- Centaurea tuntasia  Heldr. ex Halácsy
- Centaurea turkestanica  Franch.
- Centaurea tuzgoluensis  Aytaç & H.Duman
- Centaurea tymphaea  Hausskn.

## U
- Centaurea ugamica   Iljin

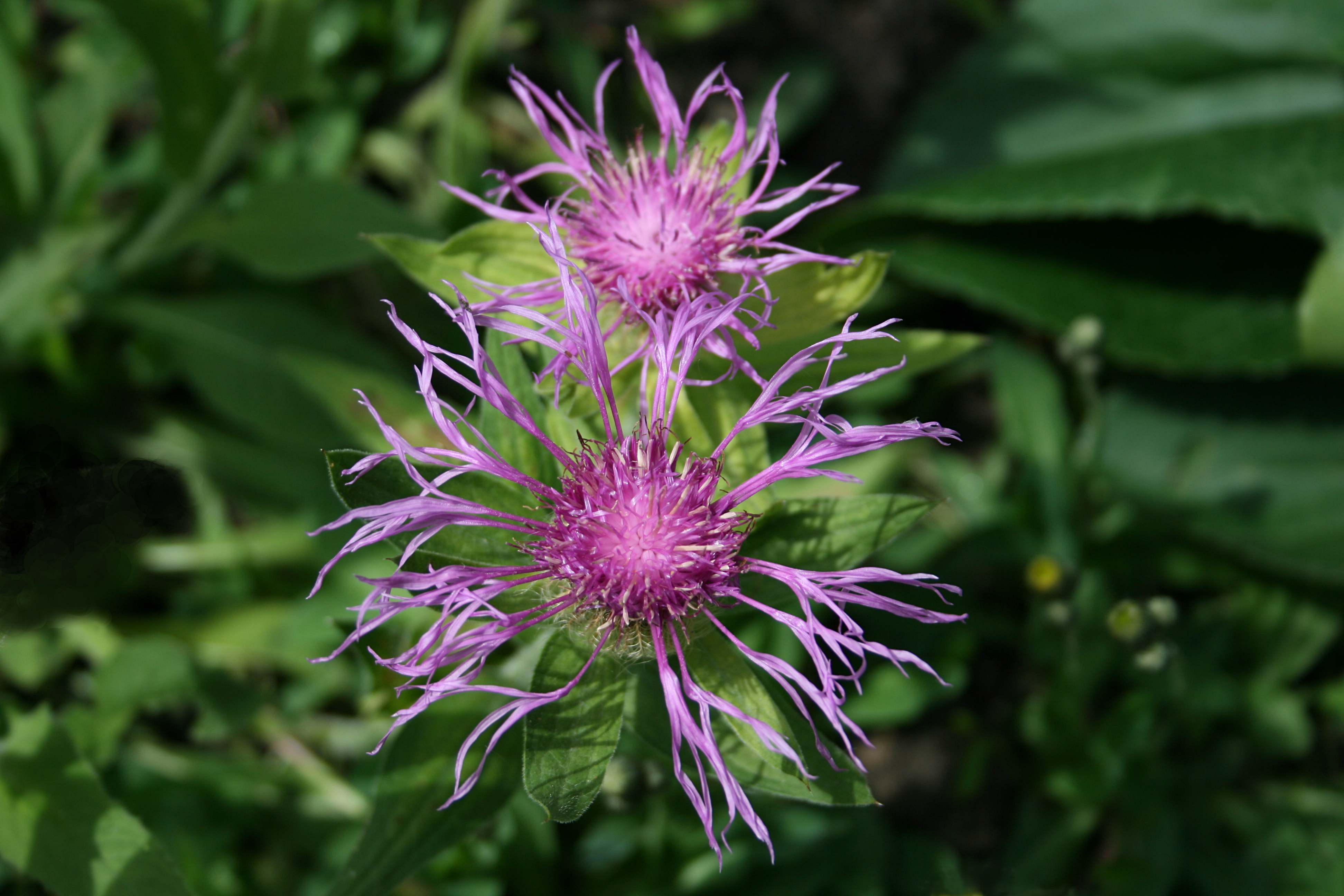
Centaurea uniflora

- Centaurea ulrichiorum   Wagenitz, F.H.Hellw. & Parolly
- Centaurea ultreiae   Silva Pando
- Centaurea uniflora   Turra
- Centaurea urgellensis   Sennen
- Centaurea urvillei   DC.
- Centaurea ustulata   DC.

## V
- Centaurea valesiaca  (DC.) Jord.
- Centaurea vandasii  Velen.
- Centaurea vanensis  Wagenitz
- Centaurea vankovii  Klokov
- Centaurea varnensis  Velen.

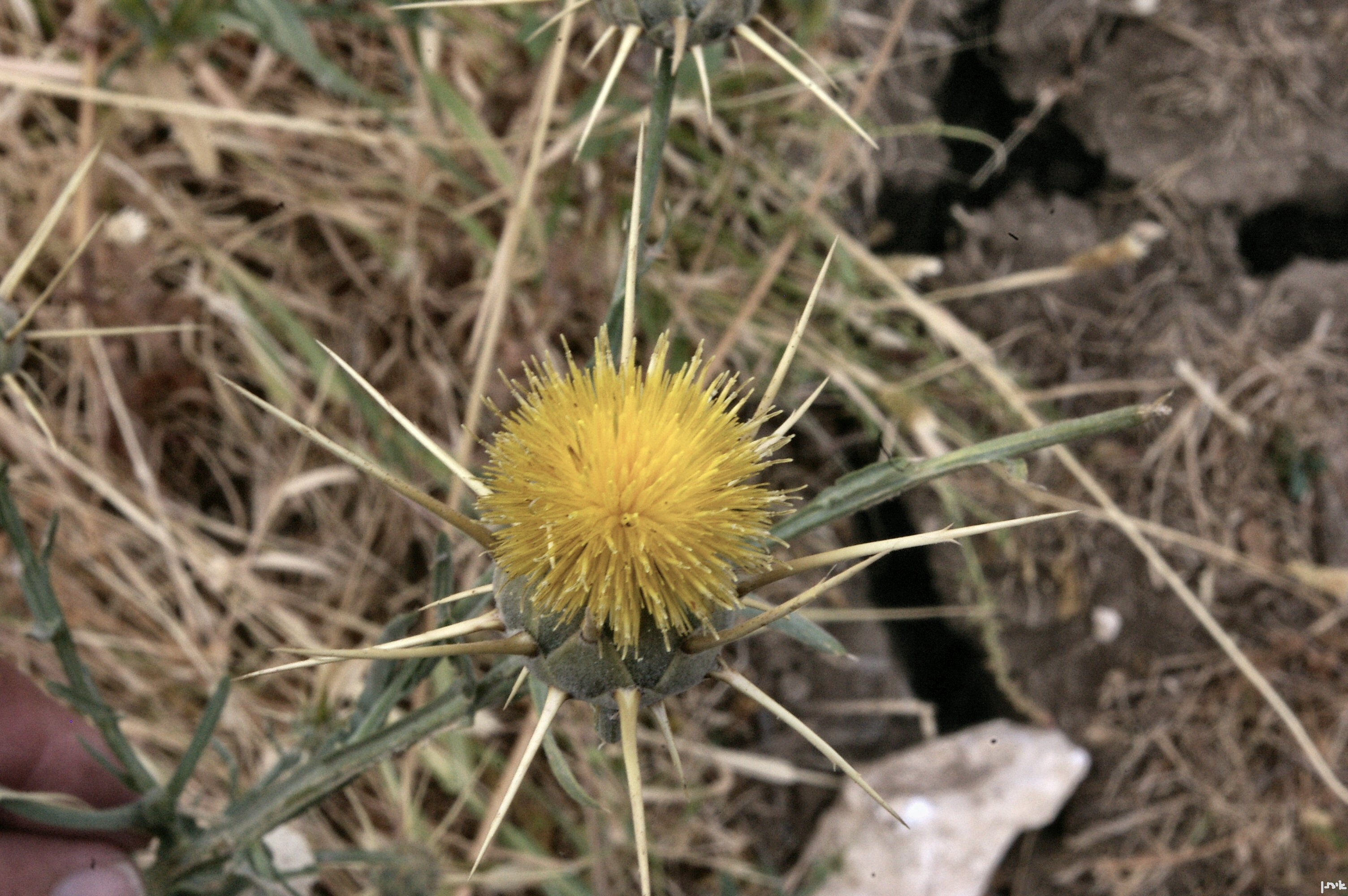
Centaurea verutum

- Centaurea vatevii  Degen, Urumov & Wagn.
- Centaurea vavilovii  Takht. & Gabrieljan
- Centaurea veneris  (Sommier) Bég.
- Centaurea vermia  Rech.f.
- Centaurea vermiculigera  Hub.-Mor.
- Centaurea verutum  L.
- Centaurea vesceritensis  Boiss.
- Centaurea virgata  Lam.
- Centaurea visianiana  Plazibat
- Centaurea vlachorum  Hartvig

## W
- Centaurea wagenitzii  Hub.-Mor.
- Centaurea wallichiana  Less.
- Centaurea wendelboi  Wagenitz
- Centaurea werneri  Wagenitz, F.H.Hellw. & Parolly
- Centaurea wettsteinii  Degen & Dörfl.
- Centaurea wiedemanniana  Fisch. & C.A.Mey.
- Centaurea wolgensis  DC.
- Centaurea woronowii  Bornm. ex Petr.

## X
- Centaurea xaveri  N.Garcia & Susanna
- Centaurea xerolepida  Pau
- Centaurea xylobasis  Rech.f.

## Y
- Centaurea yaltirikii  N.Aksoy, H.Duman & Efe
- Centaurea yemensis  Wagenitz
- Centaurea yozgatensis  Wagenitz

## Z
- Centaurea zaferii  Negaresh
- Centaurea zagrosmontana  Ranjbar & Heydari
- Centaurea zangulensis  Ranjbar & Negaresh
- Centaurea zarrei  Negaresh
- Centaurea zeybekii  Wagenitz
- Centaurea ziganensis  Yüzb., M.Bona & I.Genç
- Centaurea zlatarskyana  Urum. & J.Wagner
- Centaurea zlatiborensis  Zlatkovic, Novakovic & Janackovic
- Centaurea zuccariniana  DC